# Erste Tschechoslowakische Republik

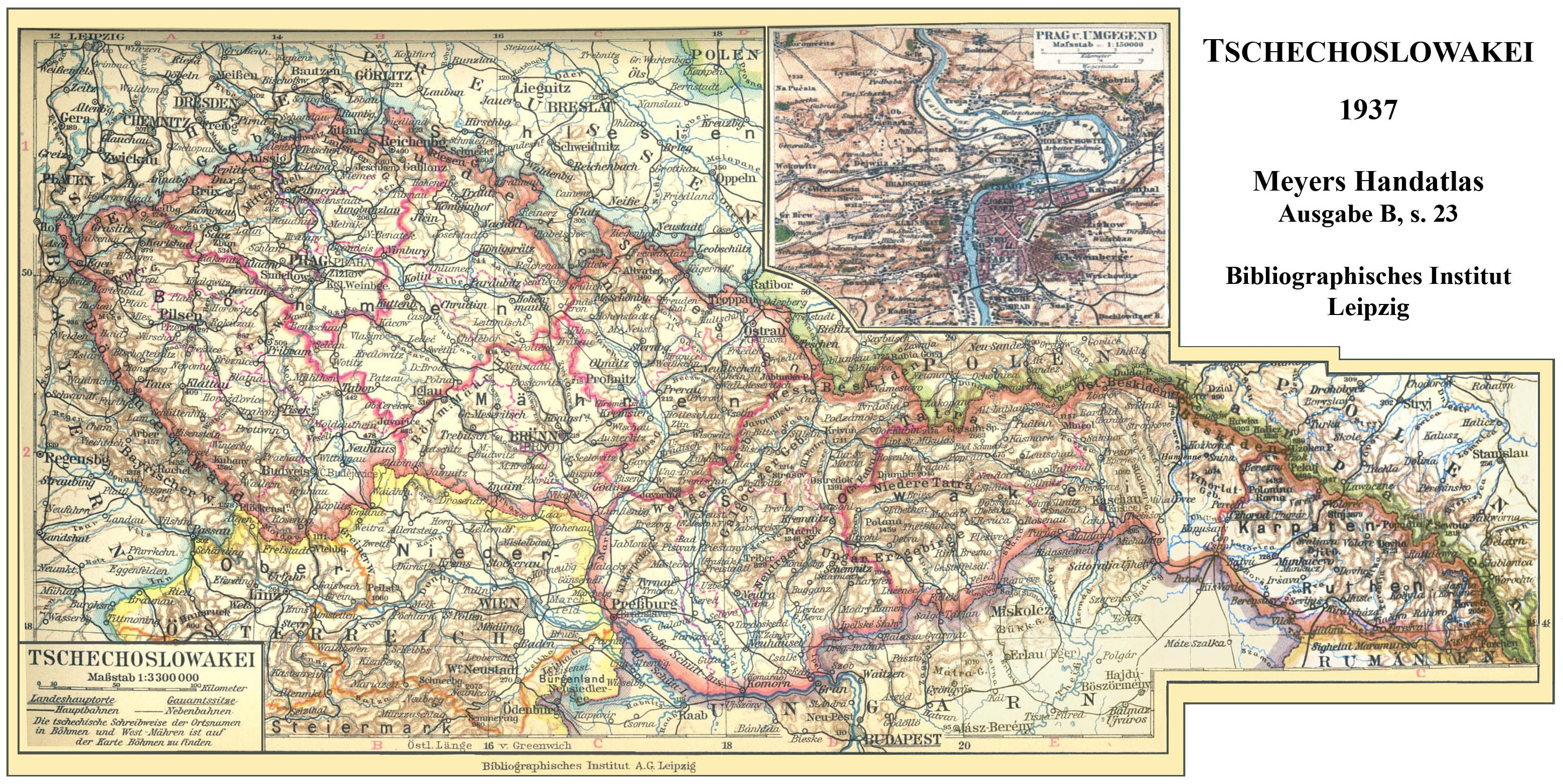
Die Tschechoslowakei in der Zwischenkriegszeit

Die Erste Tschechoslowakische Republik (tschechisch první Československá republika, slowakisch prvá Československá republika) ist eine nachträglich entstandene inoffizielle Bezeichnung für die erste Zeit des tschechoslowakischen Staates, von der Unabhängigkeit 1918 bis zur Eingliederung der sudetendeutschen Gebiete 1938 in den NS-Staat infolge des Münchner Abkommens.

## Geschichte

### Staatsgründung

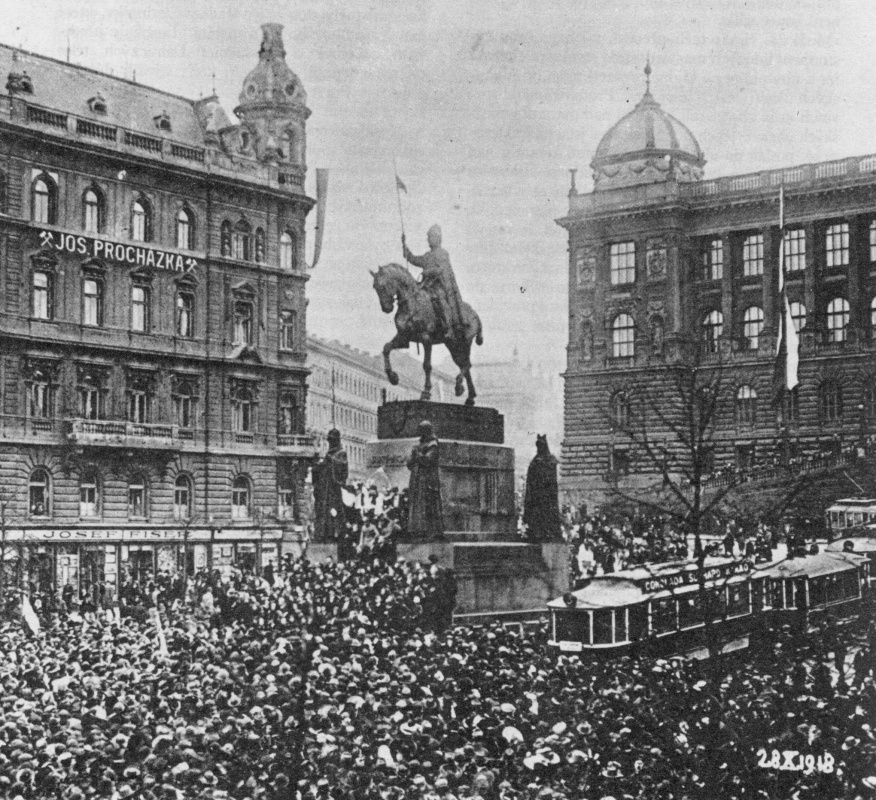
Ausrufung der Unabhängigkeit der Tschechoslowakei am 28. Oktober 1918, Wenzelsplatz Prag

Kaiser Karls Versuch, mit dem Völkermanifest vom 16. Oktober 1918 wenigstens die österreichische Reichshälfte zu retten und in einen Bundesstaat mit weitgehender Autonomie für die einzelnen Nationen umzuwandeln, kam zu spät. Seine Einladung an die Nationalitäten Cisleithaniens, Nationalräte zu bilden, wurde angenommen, soweit dies nicht, wie durch die Tschechen, bereits ohne Einladung erfolgt war. Von einer bundesstaatlichen Ordnung unter Führung des Kaisers wollten die Nationalitäten der Monarchie nichts mehr wissen.
Die Tschechen ließen sich nicht darin beirren, einen eigenen, unabhängigen und demokratisch orientierten Staat zu gründen. Drei Tage nach dem kaiserlichen Manifest unterstützte dies Wilson, indem er von Österreich-Ungarn verlangte, die Autonomie der Nationalitäten der Doppelmonarchie anzuerkennen. Am 28. Oktober 1918 wurde hierauf im Prager Gemeindehaus von Vertretern vier tschechischer Parteien der tschecho-slowakische Staat ausgerufen („Männer des 28. Oktober“). Der k.k. Statthalter und die k.u.k. Garnison nahmen dies widerspruchslos zur Kenntnis; der Statthalter überließ die Amtsgeschäfte seinem tschechischen Stellvertreter. Zwei Tage später konstituierte sich der neue Nachbarstaat Deutschösterreich. Masaryk, der erst am 21. Dezember aus dem Exil nach Prag zurückkehrte, wurde am 14. November von den Parlamentariern zum Staatspräsidenten, Beneš zum Außenminister der Vorläufigen tschecho-slowakischen Regierung unter Masaryks Vorsitz gewählt. Am gleichen Tag wurde die Regierung Karel Kramář als erste reguläre Regierung des Landes gebildet.
Eine Gruppe slowakischer Politiker proklamierte am 30. Oktober 1918 in Turčiansky Svätý Martin (heute Martin) in der so genannten Martiner Deklaration den Anschluss der Slowakei an den neuen Staat. Die slowakische Bevölkerung verhielt sich gegenüber dem neu gegründeten Staat überwiegend abwartend.

### Politische Neuordnung und neue Verfassung

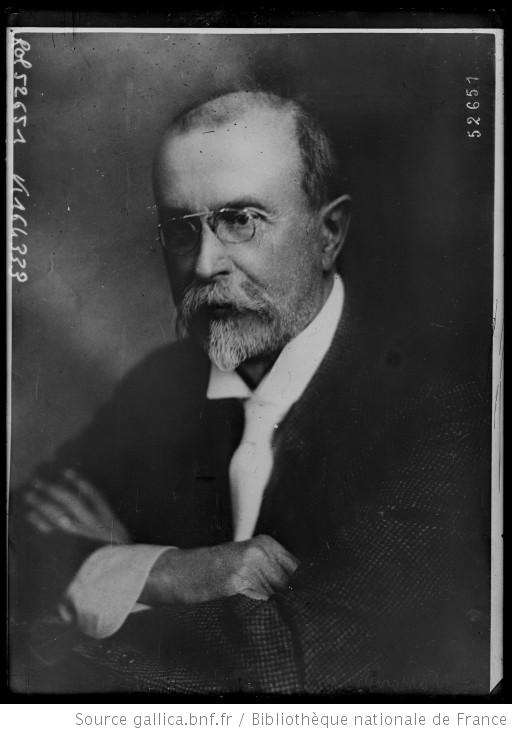
Tomáš Garrigue Masaryk, Staatspräsident von 1918 bis 1935, Begründer und Symbolfigur der Ersten Republik

Als erster Präsident wurde der Philosoph und Soziologe Tomáš Garrigue Masaryk gewählt. Erster Ministerpräsident war Karel Kramář in seiner Regierung Kramář 1918–1919. Die provisorische Verfassung vom November 1918 wurde vom Tschechoslowakischen Nationalausschuss verabschiedet, der im Juni 1918 aus Vertretern tschechischer Parteien entsprechend den Wahlergebnissen von 1911 zusammengesetzt war.
Die Verfassungsurkunde der Tschechoslowakischen Republik wurde am 29. Februar 1920 angenommen – nicht durch ein gewähltes Parlament, sondern durch die Provisorische Nationalversammlung, die durch eine Erweiterung des oben genannten Nationalausschusses gebildet worden war. Von den 270 Abgeordneten der Nationalversammlung waren den Slowaken 54 Sitze zugeteilt worden. Die Deutschen in Böhmen und Mähren, welche die Gründung des neuen Staates überwiegend ablehnten, boykottierten die Nationalversammlung und verpassten so die Gelegenheit, die Entstehung eines neuen Staates zu beeinflussen.
Die ersten Parlamentswahlen zum Abgeordnetenhaus und Senat fanden anschließend am 18. April 1920 statt. Abgesehen von der Schweiz und der Tschechoslowakei setzte sich in keinem anderen Staat Mittel-, Ost- und Südosteuropas die Demokratie als Regierungsform zwischen Erstem und Zweitem Weltkrieg auf Dauer durch. Die ČSR blieb auch nach 1938 noch eine parlamentarische Demokratie.

### Krisenjahre und Staatlichkeit (1920–1935)

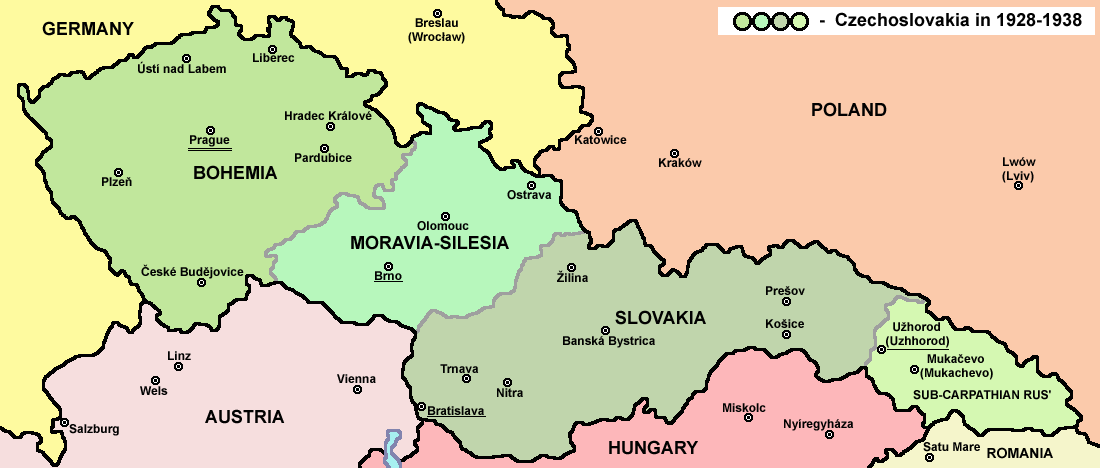
Die ČSR von 1928 bis 1938

Die Verfassung von 1920 installierte ein parlamentarisches System und eine Demokratie mit relativ wenigen Bestandteilen für die einzelnen Vertreter der nationalen Minderheiten des Landes. Dies jedoch erlaubte die Entstehung einer Vielzahl von politischen Parteien, ohne dass es einen klaren Spitzenreiter in der führenden politischen Einheit gab.
Tomáš Garrigue Masaryk wurde in den Wahlen von 1920 zum ersten Präsidenten des Landes gewählt und seine spätere Führung trug dazu bei, dass der Vielvölkerstaat seine schwersten Jahre überstand. Eine Koalition von fünf tschechoslowakischen Parteien, die bekannt wurden als Pětka („Die Fünf“), bildete das Rückgrat der Regierung und verlieh dadurch dem Staat auch erst die politische Stabilität. Ministerpräsident Antonín Švehla führte die Pětka in den 1920er Jahren an und sorgte für ein Muster der Koalitionspolitik, das bis 1938 überdauerte. Masaryk wurde 1925 und 1929 wiedergewählt und war bis zum 14. Dezember 1935 als Staatspräsident aktiv. Als er wegen seiner schlechten Gesundheit zurücktrat, folgte ihm Edvard Beneš mit über 60 % der Stimmen bei den Wahlen als Präsident. Beneš selbst war vorher Außenminister und schuf das System der Allianzen, die die internationale Haltung der Republik bis 1938 bestimmten. Die bis 1921 dauernden Restaurierungsversuche der Habsburger in Ungarn konnten von der ČSR zerstreut werden.
Für die politischen Köpfe der Ersten Republik war es notwendig, eine akzeptable Lösung für die Vielfalt der Kulturen, die innerhalb im Land vertreten waren, zu finden. Die nationalen Minderheiten genossen daher bis 1937 einen besonderen Schutz der Behörden, zusätzlich durfte die Sprache einer Minderheit bei Landesteilen mit über 20 % dieser Bevölkerung als Hilfssprache benutzt werden, wobei einige deutsche und ungarische Parteien auch damit unzufrieden waren. Als Kompromiss durfte ab 1926 je ein Mitglied einer Minderheitenpartei ins Parlament und dort die Partei vertreten. Während sich die meisten deutschen Parteien damit zufriedengaben, standen die ungarischen Parteien der tschechoslowakischen Regierung offen feindselig gegenüber.

### Ethnische Spannungen (1935–1937)

Sprachenverteilung in der Tschechoslowakei um 1930

Die tschechisch dominierte politische Struktur der Ersten Republik förderte bei den Minderheiten des Landes einen starken Nationalismus mit dem Wunsch nach breiterer politischer Autonomie. Die Slowakische Volkspartei unter der Leitung von Andrej Hlinka bildete in der Slowakei ein populäres Beispiel.
Nach der „Machtergreifung“ Hitlers im Jahr 1933 fürchtete vor allem die politische Elite der ČSR eine mögliche deutsche Aggression. Beneš ignorierte dennoch die Möglichkeit, ein stärkeres mitteleuropäisches Bündnissystem aufzubauen, schloss aber 1935 einen Freundschaftsvertrag mit der Sowjetunion.
Die deutsche Minderheit, die im Sudetenland lebte und sich größere Autonomie von der tschechoslowakischen Regierung wünschte, fühlte sich von den Behörden unterdrückt. In den Parlamentswahlen 1935 erhielt die neu gegründete Sudetendeutsche Partei, vom nationalsozialistischen Deutschland finanziert, unter der Führung von Konrad Henlein eine gewaltige Mehrheit von mehr als zwei Drittel der sudetendeutschen Stimmen. Dieser von der tschechoslowakischen Bevölkerung unerwartete Wahlerfolg verschlechterte die Beziehungen zwischen Tschechen und Sudetendeutschen. Henlein traf sich am 28. März 1938 mit Hitler in Berlin, wo er angewiesen wurde, die Forderungen der Partei an die tschechoslowakische Regierung noch zu erhöhen. Am 24. April gab die SdP das „Karlsbader Programm“ bekannt und löste damit die Sudetenkrise aus.

### Sudetenkrise und Zerfall

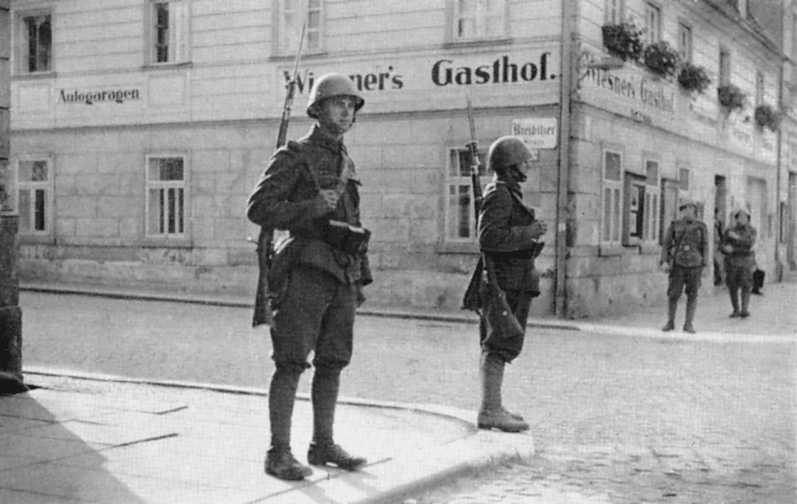
Tschechoslowakische Soldaten in Schönlinde (Krásná Lípa) 1938

Als sich die politische Situation verschlechterte, war die Lage im Sudetenland sehr kritisch. Die Region wurde ständig zum Schauplatz kleiner Zusammenstöße zwischen SdP-Anhängern und tschechoslowakischen Grenztruppen. In einigen Orten wurde die tschechoslowakische Armee gegen die Sudetendeutschen eingesetzt. Die deutsche Seite machte die tschechoslowakische Regierung für Gräueltaten an unschuldigen Deutschen verantwortlich. Die tschechoslowakische Öffentlichkeit wurde von der Regierung auf einen Krieg vorbereitet. Am 20. Mai 1938 wurde die tschechoslowakische Teilmobilmachung (wörtlich „spezielle militärische Vorsorge“) durchgeführt. Großbritannien versuchte die Situation zu beruhigen und zwang die tschechoslowakische Regierung einen Teil der Karlsbader Forderungen zu erfüllen. Die SdP akzeptieren die vorgeschlagenen Kompromisse nicht. Die neugegründeten Sudetendeutschen Freikorps verübten einige Verbrechen in den Grenzgebieten, dabei wurden 110 Tschechoslowaken getötet und 2020 tschechoslowakische Staatsbürger entführt. Im August schickte der britischen Premierminister Neville Chamberlain den ehemaligen Minister Lord Runciman ins Staatsgebiet der ČSR, um zu sehen, ob eine Einigung zwischen der tschechoslowakischen Regierung und der sudetendeutschen Minderheit entstanden war. Dieser diplomatische Versuch scheiterte. Infolge der Sudetenkrise kam es nur kurze Zeit später zum Münchner Abkommen.

### Münchner Abkommen

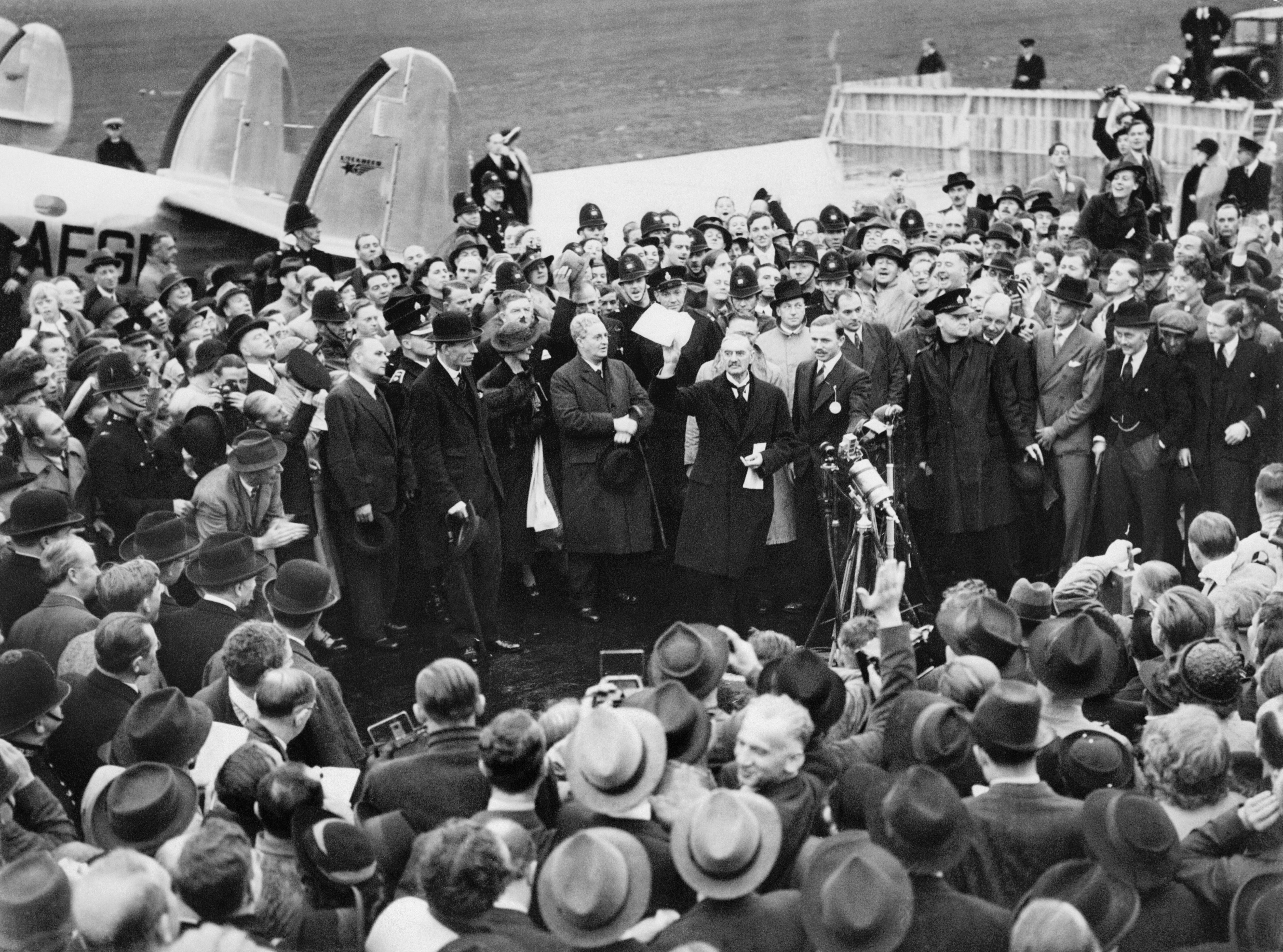
Neville Chamberlain bei seiner Rede „Europa ist gerettet“

Das Abkommen von München beendete die Ära der Ersten Tschechoslowakischen Republik. Mit der Unterzeichnung des Dokuments durch Adolf Hitler, Neville Chamberlain, Benito Mussolini und Édouard Daladier trat die Prager Regierung offiziell das Sudetenland an das Deutsche Reich ab. Zuvor war der ČSR noch von Seiten Großbritanniens und Frankreichs ein Ultimatum gestellt worden, das der Tschechoslowakei eine selbständige Lösung des Problems oder die friedliche Abtretung des Sudetenlands unter den Augen der Westmächte bot. Die tschechoslowakische Regierung akzeptierte das Ultimatum und sorgte landesweit für Proteste.
Nach der Ratifizierung des Abkommens verblieben der Tschechoslowakei ca. 40 % der tschechoslowakischen Industrie sowie ein fast wehrunfähiger und nur noch mühsam wirtschaftlich selbstständiger Reststaat. Neben diesem wirtschaftlichen Verlust verlor die Erste Republik am letzten Tag ihres Bestehens über 38 % der Landesfläche und über drei Millionen Einwohner. In den besetzten Gebieten fanden Vertreibungen und Morde an Tschechen sowie Verschleppungen von tschechischen Juden sowie der tschechischen und slowakischen Roma statt.

### Auflösung

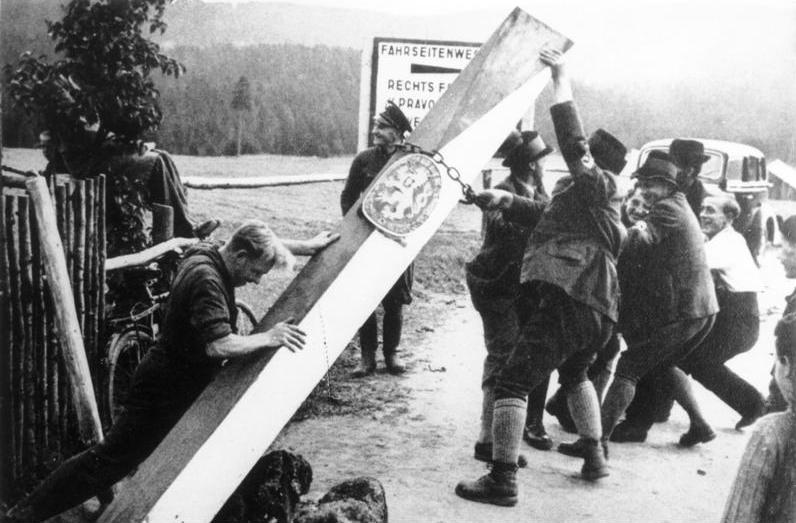
Sudetendeutsche beseitigen einen Tschechoslowakischen Grenzpfahl

Am Morgen des 30. September 1938 wurde das Resultat in der Ersten Republik bekanntgegeben. Hochrangige Offiziere trafen sich darauf mit Beneš in der Prager Burg und verhandelten mit ihm über einen militärischen Widerstandsakt der tschechoslowakischen Armee gegen die Wehrmacht, der Tschechoslowakische Wall sollte dabei der Heimatarmee einen entscheidenden Vorteil bieten. Beneš lehnte dies ab, und die tschechoslowakische Verfassung von 1920 wurde dadurch de facto außer Kraft gesetzt, was nach knapp 20 Jahren das erwartete Ende der Ersten Tschechoslowakischen Republik bedeutete.

## Bevölkerung

### Ethnische Gruppen
| Nationalität                                 | Einwohner   | relative Anzahl |
| -------------------------------------------- | ----------- | --------------- |
| Tschechoslowaken                             | 8,761 Mio.  | 64,35 %         |
| Deutsche                                     | 3,123 Mio.  | 22,94 %         |
| Ungarn                                       | 0,745 Mio.  | 5,47 %          |
| Russen (Großrussen), Ukrainer, Karpatorussen | 0,461 Mio.  | 3,38 %          |
| Juden                                        | 0,180 Mio.  | 1,32 %          |
| Ausländer                                    | 0,238 Mio.  | 1,74 %          |
| Polen und andere                             | 0,102 Mio.  | 0,75 %          |
| Gesamteinwohnerzahl                          | 13,613 Mio. | 100 %           |

In der Ersten Tschechoslowakischen Republik bildeten die beiden Titularnationen Tschechen und Slowaken nicht die gesamte Bevölkerung – etwa ein Drittel gehörte anderen Nationalitäten an. Der Vielvölkerstaat umfasste bei einer Volkszählung 1921 neben 8,761 Mio. Tschechen und Slowaken auch 3,1 Mio. Deutsche (23 %), die damit die Anzahl der Slowaken überstiegen, sowie große Minderheiten von Magyaren, Roma, Russinen, Ukrainern, Juden und Polen.
Nationale Streitigkeiten entstanden aufgrund der Tatsache, dass die tschechische Mehrheit immer mehr Positionen in der Zentralregierung und anderen nationalen Institutionen besetzte, die alle ihren Sitz in der böhmischen Hauptstadt Prag hatten. Die slowakische Mittelklasse war, weil Ungarn, Deutsche und Juden zuvor die meisten Verwaltungs-, Berufs- und Handelspositionen innehatten, das Ergebnis der Domination der Tschechen in die Abschiebung auf einfache Berufe in der Unterklasse. Die Position der jüdischen Gemeinde, vor allem in der Slowakei und in Tschechien, wurde zunehmend immer mächtiger, so dass es die jüdischen Parteien im Ganzen auf 11 Sitze im Parlament brachten, obwohl sich viele Juden in der Tschechoslowakei für den Zionismus interessierten. Außerdem war die meiste Industrie der Tschechoslowakei in Böhmen und Mähren, somit hatten andere ethnische Gruppen fast keine Möglichkeit, dem Staat irgendwie wirtschaftlich zu helfen.
Die zentralistische politische Struktur der Tschechoslowakei förderte starken Nationalismus in der nicht-tschechischen Bevölkerung. Mehrere Parteien und Bewegungen erstrebten größere Autonomie, beispielsweise die Sudetendeutsche Partei unter der Leitung von Konrad Henlein und die Slowakische Volkspartei Hlinkas unter der Leitung von Andrej Hlinka.
Die deutsche Minderheit im Sudetenland forderte eine Autonomie von der tschechischen Regierung, weil sie behauptete, unterdrückt zu werden. In den Parlamentswahlen 1935 erhielt die neu gegründete Sudetendeutsche Partei, angeführt von Konrad Henlein, mehr als zwei Drittel der sudetendeutschen Stimmen. Als Folge verschlechterten sich die diplomatischen Beziehungen zwischen Deutschland und der Tschechoslowakei weiter.

#### Ethnische Gruppen in den einzelnen Ländern
Nationalitäten der Tschechoslowakei in den einzelnen historischen Ländern 1921:
| Volksgruppe                               | Böhmen           | Mähren           | Schlesien      | Slowakei         | Karpatenukraine | gesamt     |
| ----------------------------------------- | ---------------- | ---------------- | -------------- | ---------------- | --------------- | ---------- |
| Tschechoslowaken (Tschechen und Slowaken) | 4 382 788 (66 %) | 2 048 426 (77 %) | 296 194 (49 %) | 2 013 792 (67 %) | 19 737 (3,3 %)  | 8 760 937  |
| Deutsche                                  | 2 173 239 (33 %) | 547 604 (21 %)   | 252 365 (42 %) | 139 900 (4,7 %)  | 10 460 (1,8 %)  | 3 123 568  |
| Magyaren                                  | 5 476 (0,1 %)    | 534 (0,02 %)     | 94 (0,02 %)    | 637 183 (21 %)   | 102 144 (17 %)  | 745 431    |
| Ukrainer                                  | 2 007 (0,03 %)   | 976 (0,04 %)     | 338 (0,06 %)   | 85 644 (2,9 %)   | 372 884 (63 %)  | 461 849    |
| Juden                                     | 11 251 (0,2 %)   | 15 335 (0,6 %)   | 3 681 (0,6 %)  | 70 529 (2,4 %)   | 80 059 (14 %)   | 180 855    |
| andere                                    | 93 757 (1,4 %)   | 46 448 (1,8 %)   | 49 530 (8,2 %) | 42 313 (1,4 %)   | 6 760 (1,1 %)   | 238 080    |
| Gesamteinwohnerzahl                       | 6 668 518        | 2 649 323        | 602 202        | 2 989 361        | 592 044         | 13 410 750 |

### Religionen
Laut Volkszählung von 1920 bekannten sich in Böhmen und Mähren 82 Prozent zur römisch-katholischen Kirche, 7,2 Prozent waren „ohne religiösen Glauben“, 5,5 Prozent Hussiten, 2,3 Prozent Evangelische Tschechische Brüder, 1,5 Prozent Schlesische Lutheraner, 1,2 Prozent Juden, 0,2 Prozent Alt-Katholiken, 0,09 Prozent Orthodoxe.
Im Zeitraum 1920–1935 sank die Anzahl der Juden in Böhmen und Mähren von anfangs 125.000 (1920) auf 117.000 (1930), In der Slowakei lebten 70.000 Juden. Nach 1933 stieg der jüdische Anteil durch Emigranten und Flüchtlinge stark an auf bis zu 450.000. Zum Zeitpunkt der nationalsozialistischen Besetzung im März 1939 hielten sich einschließlich der Flüchtlinge 55.000 Juden in Prag auf.
Die Gründung einer von Rom unabhängigen tschechoslowakischen Kirche 1920 und die Erhebung des Hus-Tages zum Staatsfeiertag 1925 ließ den im 15. Jahrhundert entstandenen Konflikt mit dem Vatikan wieder aufflammen; dieser Konflikt wurde im Februar 1928 beigelegt. Die Beziehungen zum Vatikan blieben indessen schwierig.
Die Anzahl der Juden in Prag steigerte sich von 7.100 (1800), 29.000 (1910) auf 35.000 (um 1925). Nach den antideutschen Unruhen 1920 in Prag wurde das Jüdische Rathaus gestürmt und das Inventar stark beschädigt. 1919 erschien die erste Zeitung für Juden. 1920 erhielt Prag die erste jüdische Schule, in der Franz Kafkas Schwester Valli Pollak als eine der ersten Lehrerinnen unterrichtete. 1922 wurde der Historiker Samuel Steinherz (1857–1942) zum Rektor der deutschen Karl-Ferdinands-Universität in Prag gewählt und hatte dieses Amt bis 1928 inne.
Zum Islam konvertierten in der Tschechoslowakei zwischen 1918 und 1938 ca. 700 Personen.

### Nationalistische Spannungen
Von Beginn an war die politische Situation des neuen Staates geprägt von dem sich zuspitzenden Konflikt zwischen den zentralistisch gesinnten tschechischen und den föderalistisch gesinnten slowakischen Parteien. Während slowakische Parteien einen trialistischen Staat anstrebten, bestehend aus Tschechien, der Slowakei und der Karpatenukraine, verteidigten tschechische Parteien den Einheitsstaat, mit dem Tschechoslowakismus als Staatsdoktrin. Man einigte sich schließlich auf eine Gliederung des Staates, der aus den historischen Ländern bestand.
Während sich einige slowakische Parteien damit zufriedengaben, befanden sich die Ukrainer zwischen den Fronten, da sie einerseits selbst nach einem föderalistischen Ausgleich strebten, andererseits keinen Ausgleich mit den slowakischen Parteien finden konnten. Das 1937/8 entstandene deutsche Nationalbewusstsein richtete sich in der Form der Sudetendeutschen Partei gegen die Vormachtstellung, die die Tschechen für sich beanspruchten.

## Gebietsgewinne

### In den Friedensverträgen
- Deutschland musste nach dem Friedensvertrag von Versailles das Hultschiner Ländchen (tschechisch Hlučínsko) abtreten (10. Januar 1920).
- Österreich musste im Vertrag von Saint-Germain zwei kleine Gebiete Niederösterreichs an die Tschechoslowakei abtreten (31. Juli 1920), beide aus eisenbahnstrategischen Gründen:
  - das Gebiet um Feldsberg (tschechisch Valticko) mit den Orten Feldsberg/Valtice, Bischofswarth/Hlohovec, Garschönthal/Úvaly, Unterthemenau/Poštorná und Oberthemenau/Charvátská Nová Ves (dadurch verlief nun die Bahnverbindung Nikolsburg/Mikulov–Lundenburg/Brečlav ausschließlich auf tschechoslowakischem Gebiet).
  - das Gebiet nördlich von Weitra im Waldviertel (tschechisch Vitorazska) mit den Orten Unterwielands/České Velenice, Rottenschachen/Rapšach, Witschkoberg/Halámky, Tannenbruck/Trpnouze, Schwarzbach/Tušť, Beinhöfen/Dvory nad Lužnicí, Gundschachen/Kunšach, Erdweis/Nová Ves nad Lužnicí, Abbrand/Spáleniště, Zuggers/Krabonoš, Sofienwald/Žofina Hut, Weissenbach/Vyšne und Naglitz/Nakolice (damit befanden sich nun der Bahnhof von Gmünd, Niederösterreich, und die beiden aus Böhmen auf ihn zulaufenden Strecken auf tschechischem Gebiet).
- Ungarn musste durch den Vertrag von Trianon nun auch Petržalka/Pozsonyligetfalu/Engerau, heute Teil des Stadtgebiets von Bratislava am südlichen Donauufer, abtreten. Durch die tschechoslowakisch-ungarische Grenzkommission wurden die zuvor zur Tschechoslowakei geschlagenen Gemeinden Šomošová/Somoskőújfalu und Šomoška/Somoskő (29. April 1923) sowie Šušava/Susa (4. Oktober 1922) wieder an Ungarn retourniert.[7]
- Mit Rumänien kam es im Zuge des Vertrags von Sévres zu einem Gebietsaustausch in der Karpatenukraine (1921); dabei wurde das Gebiet um die Ortschaften Veľká Palad, Fertešalmáš und Aklín gegen ein weiter östlich gelegenes Gebiet um die Ortschaften Bočkov (rumänisch Bocicău), Komlóš (rumänisch Comlăușa), Veľká Ternavka (rumänisch Tarna Mare), Suchý potok (rumänisch Valea Seacă) sowie weiter im Osten südlich der Theiß bei Tjatschiw der Ort Valea Francisc/Franzensthal (heute rumänisch Piatra) getauscht.[8]

### Polnisch-Tschechoslowakischer Grenzkrieg

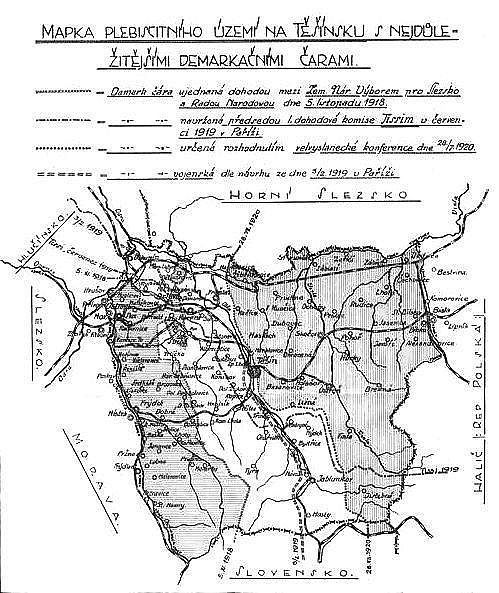
Tschechische Karte des Abstimmungsgebietes

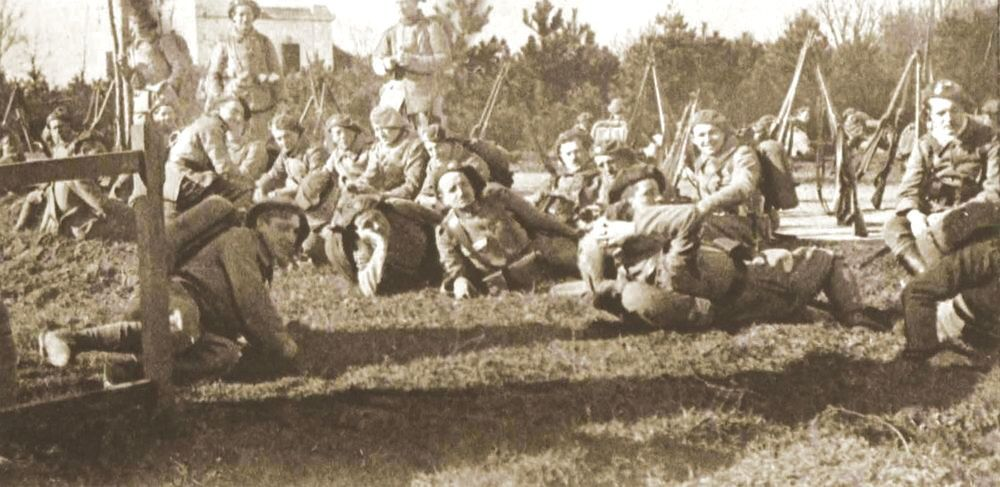
Tschechoslowakische Soldaten im Gebiet

Am 23. Januar 1919 trafen sich um 11:00 Uhr der polnische Kommandeur Franciszek Latinik und der tschechoslowakische Offizier Josef Šnejdárek mit einer Gruppe von ausländischen Offizieren in Cieszyn. Diese Gruppe bestand aus Deutschen, Briten, Franzosen, Italienern und US-Vertretern (auf Antrag der tschechoslowakischen Partei). Der polnischen Seite wurde ein Ultimatum gestellt, dass sie den Bereich beim Fluss Biała in weniger als zwei Stunden zu evakuieren habe. Nach Ablauf dieser Zeit begann die tschechoslowakische Armee um 13:00 Uhr mit der Besetzung der Gebiete Bohumín und Karviná. Zur gleichen Zeit begann von Osten ein Angriff von italienischen Einheiten und das Olsagebiet wurde am 27. Januar 1919 ohne Kampfhandlungen besetzt. Die polnischen Truppen zogen sich zur Weichsel zurück.
Am 30. Januar 1919 erhielt General Josef Šnejdárek den Auftrag, mit seinen Truppen die Weichsel zu überqueren und die Bahnstrecke zwischen Bohumín und Jablunkov zu sichern. Die Tschechoslowaken überquerten den Fluss und die polnischen Truppen zogen sich erneut zurück, diesmal bis nach Skoczów, wo die Frontlinie ins Stocken geraten war. Weitere tschechoslowakische Verstärkung traf ein, die Šnejdárek einen Vorteil gegenüber der polnischen Einheiten gab. Die tschechoslowakische Armee war nun bereit für einen Angriff auf Skoczów, man erwartete einen Zusammenbruch der polnischen Verteidigung.
Am 31. Januar 1919 wurde wegen des Drucks der ausländischen Vertreter der Angriff auf Skoczów abgebrochen, und die tschechoslowakische Armee zog sich zurück. Eine neue Grenze zwischen der Ersten Republik und der Zweiten Polnischen Republik wurde im tschechoslowakisch-polnischen Vertrag vom 3. Februar 1919 in Paris festgelegt. Das Olsagebiet fiel 1938 wieder an Polen.

## Politik
Zu einem großen Teil wurde die tschechoslowakische Demokratie vom Präsidenten Masaryk geprägt, da er als einer der Gründerväter der Republik großes Ansehen genoss. So schien es, als würde Masaryk scheinbar alle unlösbaren politischen Probleme überwinden. Masaryk ist bis heute immer noch das Symbol der tschechoslowakischen Demokratie.
Mit der Verfassung vom 29. Februar 1920 wurde die vorläufige Verfassung von 1918 in ihren Grundzügen ersetzt. Der tschechoslowakische Staat wurde als parlamentarische Demokratie konzipiert, in deren erster Linie die Nationalversammlung stand, bestehend aus dem Senat und dem Abgeordnetenhaus. Die Nationalversammlung war verantwortlich für die legislative Initiative und war Aufsicht über die Exekutive und die Judikative. Alle sieben Jahre wurde ein neuer Präsident gewählt und mit dem von ihm ernannten Kabinett bestätigt.
Die Tschechoslowakei wurde nach ihrer Gründung in fünf Länder (tschechisch země) unterteilt: Böhmen, Mähren, Schlesien, die Slowakei und die Karpatenukraine. Nach dem tschechoslowakischen Gesetz Nr. 125 von 1927 wurden Mähren und Schlesien zum Land Mähren-Schlesien vereinigt, so dass von 1928 bis 1939 vier Länder bestanden.
Die Verfassung identifizierte den „Tschechoslowakismus“ als Hauptbestandteil des tschechoslowakischen Staates und etablierte die Tschechische und Slowakische Sprache als Amtssprachen. Das Konzept der tschechoslowakischen Nation war notwendig, um die Gründung der Tschechoslowakei gegenüber der Welt zu rechtfertigen, da sonst die statistische Mehrheit der Tschechen im Vergleich zu den Deutschen und anderen Minderheiten eher klein wirken würde. Die nationalen Minderheiten standen unter besonderem Schutz der Behörden. In Bezirken, in denen sie mehr als 20 % der Bevölkerung ausmachten wurde den Mitgliedern von Minderheitengruppen die Freiheit gewährt, ihre Sprache im Alltag und in der Schule zu pflegen.
Weitgehend für die politische Stabilität verantwortlich waren die gut organisierten Parteien, die als die eigentlichen Machtzentren wirkten. Ohne Berücksichtigung der Zeit von März 1926 bis November 1929, wurden Koalitionen von fünf tschechoslowakischen Parteien gebildet. Diese bildeten später das Rückgrat der Regierung:
- Republikanische Partei der Agrar- und Kleinbauern
- Tschechoslowakische Sozialdemokratische Partei (Česká strana sociálně demokratická)
- Tschechoslowakische Nationalsozialistische Partei (Česká strana národně sociální)
- Tschechoslowakische Volkspartei
- Tschechoslowakische Nationaldemokratische Partei

### Innenpolitik
Die Tschechoslowakei war sowohl politisch als auch konfessionell ein heterogenes Gebilde. Nach den Ergebnissen der einzigen beiden tschechoslowakischen Volkszählungen der Zwischenkriegszeit bestand die Bevölkerung 1921 (1930) neben Tschechen 51,5 % (51,2 %) und Slowaken 14 % (15 %) noch aus einer großen Zahl von Deutschen 23,4 % (22,5 %) in den böhmischen Ländern (Sudetenland) und der Slowakei (Karpatendeutsche), sowie aus Magyaren 5,6 % (4,9 %) und Russinen (Ruthenen) beziehungsweise Ukrainern 3,5 % (3,9 %) in der Slowakei. Hierbei ist jedoch zu beachten, dass bei den Volkszählungen die Tschechen und Slowaken als „Tschechoslowaken“ angegeben wurden, so dass in manchen Quellen abweichende Anteile der Tschechen und Slowaken vorzufinden sind (zum Beispiel 43 % Tschechen und 22,5 % Slowaken), deren Summe aber von der obigen nicht abweicht. Die Ruthenen und Ukrainer wurden als Rus(ové) angegeben.
Das Verhältnis der Volksgruppen zueinander war konfliktbeladen. Es gab mehrere kleinere Auseinandersetzungen.
Tschechoslowakische Abgeordnetenkammer 1920–1935 – Deutsche und ungarische Parteien
| Partei                                             | Mandate 1920 | Mandate 1925 | Mandate 1929 | Mandate 1935 | Stimmen 1935 |
| -------------------------------------------------- | ------------ | ------------ | ------------ | ------------ | ------------ |
| Sudetendeutsche Partei                             | —            | —            | —            | 44           | 1.256.010    |
| Deutsche Nationalpartei                            | —            | 10           | 7            | —            | —            |
| Deutsche Nationalsozialistische Arbeiterpartei     | 15           | 17           | 8            | —            | —            |
| Deutsche sozialdemokratische Arbeiterpartei        | 31           | 17           | 21           | 11           | 300.406      |
| Deutsche Christlich-Soziale Volkspartei            | 7            | 13           | 14           | 6            | 163.666      |
| Bund der Landwirte                                 | 11           | 24           | —            | 5            | 142.775      |
| Ungarische Parteien und sudetendeutscher Wahlblock | 9            | 4            | 9            | 9            | 292.847      |
| Vereinigte deutsche Parteien                       | 6            | —            | 16           | —            | —            |
| Summe (aus 300 Mandaten)                           | 79           | 85           | 75           | 75           |              |

- Ungarische Parteien und sudetendeutscher Wahlblock (1935):[9] Deutsch-demokratische Freiheitspartei, Deutsche Gewerbepartei, Deutschnationale Partei, Sudetendeutsche Landbund, Deutsche Arbeiterpartei, Zipser deutsche Partei, Ungarische Christlichsoziale Partei, Ungarische Nationalpartei

Die sudetendeutsche Volksgruppe lebte vor allem in den industriell geprägten Ballungsräumen und stellte prozentual eine größere Volksgruppe dar als die Slowaken. Mit ihrer Stellung im Staat waren sie unzufrieden, denn der Einmarsch tschechischer Truppen hatte 1918 Volksabstimmungen der Deutschen verhindert und der von den Sudetendeutschen geplante Anschluss an Österreich war von den Siegermächten untersagt worden. Ehemals österreichische Beamte, die kein Tschechisch sprachen, wurden entlassen, ebenso erging es vielen Chefs staatseigener Betriebe. In den deutschen Schulen wurde die Staatssprache Tschechisch als Pflichtfach eingeführt (der sonstige Unterricht blieb deutsch). Viele Sudetendeutschen lehnten die Verpflichtung zum Erlernen der Staatssprache ab. Nachdem die Deutsche Nationalpartei unter der Leitung von Rudolf Lodgman von Auen bei den Wahlen von 1920 einen gewissen Erfolg errungen hatte, sank ihre Bedeutung im Laufe der späten Zwanzigerjahre zusehends. Die deutschen Sozialdemokraten waren von 1920 bis 1935 die stärkste deutsche Fraktion im Prager Abgeordnetenhaus und wurden ab 1929 mit ihrem Vorsitzenden Ludwig Czech, der verschiedene Ministerposten bekleidete, auch Regierungspartei. Ab 1933 waren große Teile der sudetendeutschen Bevölkerung von den Anfangserfolgen des deutschen Nationalsozialismus fasziniert. Die zuerst nach Autonomie strebende Sudetendeutsche Partei von Konrad Henlein, hervorgegangen aus der Deutschen Nationalsozialistischen Arbeiterpartei, wandte sich ab 1937 Adolf Hitler zu.
Unzufrieden waren auch die Slowaken, die innerhalb des Staates keine Autonomie erhalten hatten, obwohl sie ihnen durch den Pittsburgher Vertrag zwischen Amerikatschechen und Amerikaslowaken im Mai 1918 zugesichert worden war. Sie fühlten sich zudem durch den Begriff der tschechoslowakischen Nation beleidigt. 1929 kam es zudem zur Verurteilung einer der führenden slowakischen Persönlichkeiten, des slowakischen Professors Vojtech Tuka (* 1880, † 1946) zu 15 Jahren Zuchthaus, von denen er acht Jahre tatsächlich im Gefängnis absitzen musste. Tuka wurde während des Zweiten Weltkriegs slowakischer Premierminister. Slowakisch und Deutsch waren Anfang des 20. Jahrhunderts an Grundschulen in Ungarn nur als Fremdsprache zugelassen. Daher fehlte es an einer Slowakisch sprechenden Intelligenz. Sie wurde durch tschechische Lehrer und Beamte ersetzt, deren Verhalten von den Slowaken als arrogant empfunden wurde. Die tschechischen Lehrer und Beamten trugen deutlich zu einer Tschechisierung der slowakischen Sprache bei.

### Außenpolitik

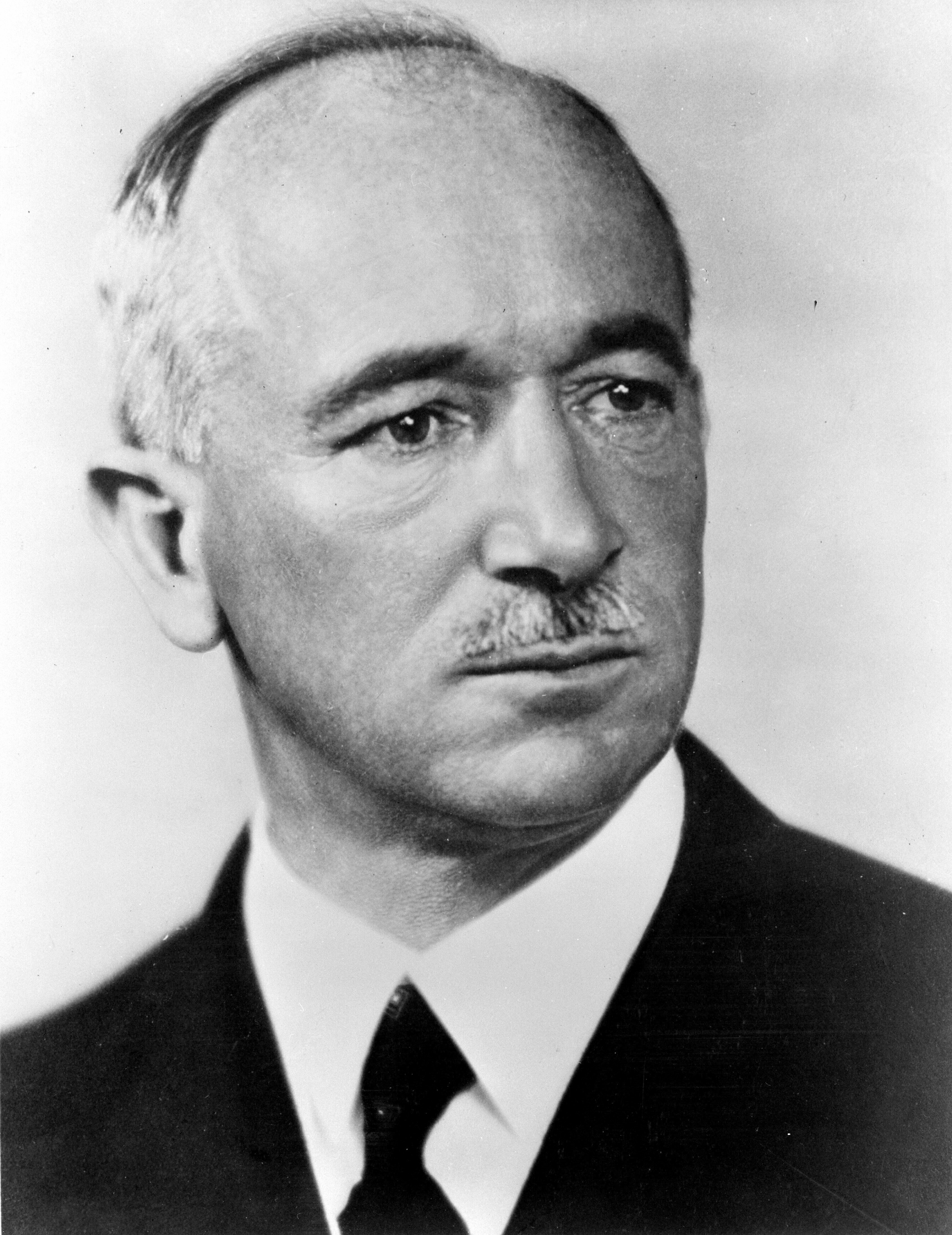
Edvard Beneš (1884–1948) (damals Außenminister)

Edvard Beneš, der erste tschechoslowakische Außenminister (1918–1935) und späterer tschechoslowakischer Staatspräsident, war ein großer Förderer des Systems der demokratischen westlichen Staaten, die die Tschechoslowakei bis 1938 auf internationalen Boden unterstützten. Beneš glaubte, durch den Völkerbund würde die friedliche Entwicklung Europas gefördert und die Sicherheit der Länder, die neu entstanden, gewährleistet werden. Auch fädelte er ein Bündnis mit Rumänien und Jugoslawien ein, das später als Kleine Entente bekannt wurde. Dies sollte den ungarischen Revanchismus aufhalten und allen drei Staaten eine sichere Zukunft bieten. Denn durch die Abtrennung der Slowakei und der Karpatenukraine hatte Ungarn wirtschaftliche Probleme, da die ganze ungarische Industrie und der Holzvorrat aus diesen Gebieten stammte, und das Königreich ohne diese früher als Oberungarn bezeichneten Gebiete wirtschaftlich abhängig war. Als Folge dieses Problems blieben die Beziehungen zwischen den beiden Staaten angespannt.
Beneš wandte sich, in fester Überzeugung, in der Außenpolitik des Landes Großbritannien und vor allem Frankreich zu, da diese beiden Länder auch in vielen anderen Bereichen ein Vorbild für die Erste Republik waren. Während das Vereinigte Königreich eine Politik der Isolation verfolgte, da die Tschechoslowakei im Krieg kein erreichbarer Bündnispartner wäre, entwickelten sich die Beziehungen mit Frankreich hervorragend.
Im Jahr 1925 wurden mehrere Verträge unterzeichnet, die Deutschland in den Völkerbund aufnahmen und so die Beziehungen zwischen der Weimarer Republik und der Ersten Republik verbesserten. Grund für die Verbesserungen der Beziehungen war die deutsche Staatsgarantie, die Grenzen mit der Tschechoslowakei und Polen zu akzeptieren, aber für die Zukunft wurde vereinbart, jede Streitigkeit zwischen Ländern in einem internationalen Schiedsverfahren zu lösen. Daraufhin schloss Frankreich mit der Tschechoslowakei und Polen, gefolgt von militärischen Lieferungen, einen zusätzlichen Bündnisvertrag mit dem Versprechen, im Falle eines Überfalls Deutschlands die Länder zu verteidigen.
Nachdem die Nationalsozialisten in Deutschland an die Macht kamen und auch in den westlichen Grenzgebieten der Tschechoslowakei Anhänger fanden, begann die tschechoslowakische Diplomatie angesichts einer drohenden Angliederung des Sudetenlandes an NS-Deutschland nach neuen Verbündeten zu suchen. Beneš schloss 1935 einen Beistandsvertrag mit der UdSSR, der eine Intervention der Roten Armee im Kriegsfall garantieren würde und die Tschechoslowakei aus der Luft militärisch versorgen würde. Das Münchner Abkommen von 1938 bedeutete schließlich das Scheitern der langjährigen Außenpolitik des Landes.

#### Verbündete

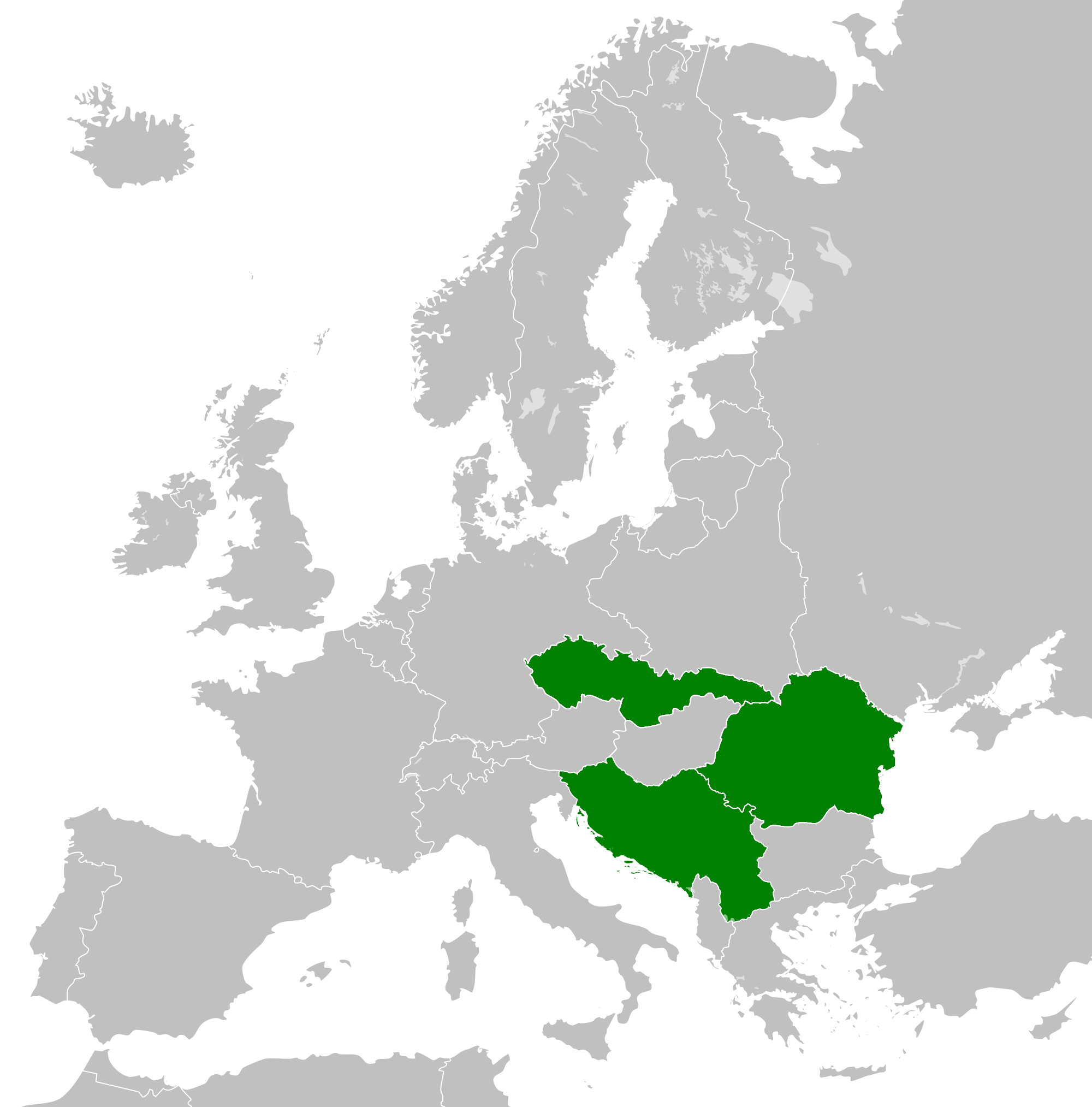
Karte des Bündnisses der Kleinen Entente zwischen der Ersten Tschechoslowakischen Republik, dem Königreich Rumänien und dem Königreich Jugoslawien

Die traditionellen Hauptverbündeten der Tschechoslowakei waren Frankreich und Großbritannien. Die Tschechoslowakei war in der Zwischenkriegszeit ein wichtiges Glied des Bündnissystems zwischen den drei Staaten. Von 1920 bis 1939 war das Land mit dem Königreich Jugoslawien und Rumänien in der Kleinen Entente verbunden. Dieses Bündnis war vornehmlich gegen den Revisionismus Ungarns gerichtet. Als Deutschland seinen Einfluss nach Mittel- und Südosteuropa ausdehnte, wurde dieser Zusammenschluss obsolet. Der Erste Wiener Schiedsspruch entzog der Kleinen Entente die Existenzgrundlage. Neben diesen beiden Bündnissen schloss die Erste Republik mit der Sowjetunion ein Bündnis. Dieses wurde 1938 gelöst.

#### Beziehungen zu den Nachbarländern
Polen
Die Beziehungen zum Nachbarn Polen waren wegen der Olsagebietsfrage während der gesamten Zwischenkriegszeit kritisch. Polen erkannte die Herrschaft der ČSR über das Gebiet nicht an, während die ČSR das Gebiet als schlesisch ansah und bis 1926 einige Tausend Polen aus dem Gebiet vertrieb. Die ČSR baute umfangreiche Grenzschutzanlagen an der tschechoslowakisch-polnischen Grenze auf, die zum Tschechoslowakischen Wall gehörten. Nach dem Münchner Abkommen annektierte Polen das Olsagebiet.
Deutschland
Mit Deutschland konnte die Tschechoslowakei ebenfalls keine gutnachbarlichen Beziehungen erreichen. Zwar garantierte die Weimarer Republik in den 1925 geschlossenen Grenzverträgen die Anerkennung der neuen Grenzen zur Tschechoslowakei, hob dies aber später wieder auf. Das im Rahmen des Versailler Vertrages von der ČSR gegen die Stimmen der Bewohner annektierte Hultschiner Ländchen blieb ein Streitpunkt. Die weiteren Beziehungen der beiden Staaten waren durch Konfrontation geprägt. So unterstützte Hitler von 1937 bis 1938 die deutsch national orientierte Sudetendeutsche Partei. Der Konflikt um das Sudetenland endete mit der Abtretung im Rahmen des Münchner Abkommens.
Ungarn
Wegen der unsicheren Situation in der Südslowakei – dort fand nach dem Ersten Weltkrieg der Ungarisch-Rumänische Krieg statt an dem sich auch die Tschechoslowakei beteiligte – gab es zum Nachbarn Ungarn nur schlechte Beziehungen. Nach dem Vertrag von Trianon wurde die gesamte Südslowakei der Tschechoslowakei zugesprochen. Die ungarische Minderheit bekämpfte immer wieder die Vorherrschaft der Tschechoslowaken und wurde vom ungarischen Heimatland stark unterstützt. Da sich auch Ungarn an Deutschland anlehnte, annektierte es im Schutz des Deutschen Reiches mit dem Ersten Wiener Schiedsspruch einen Teil der Südslowakei und der Karpatenukraine.
Rumänien
Zwischen der Ersten Republik und dem Königreich Rumänien gab es seit dem Ungarisch-Rumänischen Krieg gute außenpolitische Beziehungen. Mit Rumänien kam zusätzlich im Vertrag von Sèvres zu einem kleineren Gebietsaustausch in der Karpatenukraine, dabei verbesserten sich die Beziehungen noch mehr. Der Bevölkerung der 14.000 Rumänen im Land ging es gut und es fanden zahlreiche kulturelle Austausche statt. Als die Tschechoslowakei Rumänien zwei große Mengen von Geld lieh, und das Königreich es nicht zurückzahlte, verhängte die ČSR eine Handelsbeschränkung über Rumänien, wobei der Handel stark reduziert wurde. Nebenbei griff Rumänien entgegen dem Bündnis 1938 nicht ein und entzog so als einziger Verbündeter in Reichweite der Ersten Republik die Existenzgrundlage.

### Minderheitenpolitik
Durch den Vertrag von Saint-Germain, die Verfassung von 1920 sowie die Genfer Konvention waren die Minderheiten theoretisch geschützt. Vor allem die deutsche Minderheit war dankbar dafür, in Konfliktfällen internationale Schiedsorgane anrufen zu dürfen. Zwischen 1920 und 1930 gab es über 1.200 Petitionen an den Völkerbund, 175 davon kamen aus der Tschechoslowakei und davon wiederum fast die Hälfte aus dem Jahr 1938, während des Höhepunkts der Sudetenkrise zwischen der Tschechoslowakei und NS-Deutschland.
Somit war die Erste Republik de facto ein multinationaler Staat. Im offiziellen Sprachgebrauch blieben die Minderheiten jedoch unerwähnt, und es wurde stets der tschechoslowakische Charakter der Republik betont. Dies führte zu erheblichen Konflikten mit den nationalen Minderheiten. So wurde den Ukrainern, Polen, teilweise auch den Deutschen Minderheiten der Betrieb eigener höherer Bildungseinrichtungen untersagt.
Neben dem damaligen Polen und Ungarn lebte in der Ersten Tschechoslowakischen Republik eine der größten jüdischen Bevölkerungsgruppen in Mitteleuropa.
Die deutschen Parteien errangen bei den Wahlen 1935 einen Stimmenanteil von über 20,18 %. Der Stimmenanteil deutscher Parteien in den Sudeten lag deutlich über dem in der amtlichen Statistik ausgewiesenen Prozentzahl an Deutschsprachigen, der nach dem Zensus von 1938 bei 23,0 % lag (im Jahr 1921 noch bei 25,2 %). Somit hatten auch viele tschechischsprachige Sudeten für deutsche Parteien gestimmt, worüber sich tschechoslowakische Nationalisten besonders erbost zeigten. Die Ukrainer unterstützten dafür erfolgreich den Ausbau der ukrainischsprachigen Grundschulen, die von 200 auf 1570 im Jahr 1925 stieg. Zusätzlich stieg noch die Zahl der zweisprachigen Schulen von 5426 auf 12.710.
Etwa 100.000 Juden, die 1917/1919 aus den Nachbarländern aus- bzw. zurückgewandert waren, erhielten zwischen 1920 und 1935 die tschechoslowakische Staatsbürgerschaft.
Für die Polen im Olsagebiet ergab sich, zumindest kurzfristig, eine Verbesserung ihrer Lage. In der Sudetenkrise 1938 baute die sudetendeutsche Partei die Unterstützung der deutschen Bevölkerung auf und forderte eine Autonomie: Als jedoch das Standrecht über 13 sudetendeutsche Kreise folgte, forderte Konrad Henlein den Anschluss an das Deutsche Reich, was im Münchner Abkommen realisiert wurde. Die ungarische Minderheit in der Slowakei wurde vom Königreich Ungarn finanziell unterstützt und sorgte immer wieder für Aufstände.

### Parteienspektrum
Das Parteienspektrum der Ersten Republik war weitgehend entlang der ethnischen und kulturellen Grenzen gespalten. In Böhmen dominierten lange die konservativen und zentralistisch-tschechisch orientierten Parteien. In der Slowakei dominierten wiederum föderalistisch-republikanische Parteien und in der Karpatenukraine oft jüdische Parteien. Die sudetendeutsche Minderheit stimmte oft nur für deutsche Parteien und die ungarische Minderheit für nationalistische Parteien, die eine Annäherung an Ungarn forderten.

#### Tschechoslowakische Parteien
- Republikanische Partei der Landwirte und Kleinbauern

Die RSZML entstand 1922 durch eine Kombination einiger tschechischer und slowakischer Agrarparteien. Der Vorsitzende war Antonín Švehla und der Hauptbestandteil war die Arbeitergesellschaft. Svehla kombinierte zusätzlich für die Partei soziale und demokratische Ideen. Die Partei war von 1922 bis 1938 auch Teil einer Koalitionsregierung.
- Tschechoslowakische Sozialdemokratische Arbeiterpartei

Die ČSDSD war eine sozialdemokratisch orientierte Partei, die nach den Wahlen von 1920 die größte Partei im Land war. Die Orientierung der Partei war neutral, es gab weder eine Annäherung an die linken oder rechten Parteien des Landes, daher fand auch in der Blütezeit der Partei eine Spaltung in rechts und links statt. Der Streit führte schließlich auch noch zur Verschiebung des Parteitags. Die neue linke Partei unter dem Bohumír Šmeral triumphierte am Ende. Später wurde dadurch noch die unabhängige Kommunistischen Partei der Tschechoslowakei gegründet. Die Sozialdemokratie wurde dadurch stark geschwächt und erlebte in den Wahlen von 1925 ein Debakel. Im Jahr 1929 verbesserte sich die Situation der Partei, da der neue Leiter der Partei Antonín Hampl die Partei erneuerte und ihr im Volk zahlreiche Sympathien einbrachte.
- Kommunistische Partei der Tschechoslowakei

Die KSČ entstand am 14. Mai 1921 durch Umbenennung eines von der Tschechoslowakischen Sozialen Demokratie (Československá sociální demokracie – ČSSD) abgespaltenen linken Flügels. Der erste Vorsitzende war Bohumír Šmeral. Bereits bei den Parlamentswahlen im November 1925 wurde die Partei mit 13 % der Stimmen und 20 Mandaten nach der Agrarpartei die zweitstärkste Partei des Landes.
1925 wurde der Prozess der Bolschewisierung beschlossen, verbunden mit einer Festigung der programmatischen Abhängigkeit von der Kommunistischen Internationale. 1929 übernahmen die sogenannten „Jungs von Karlín“ (karlínští kluci), die dafür verantwortlich zeichneten, angeführt von Klement Gottwald, die Führung der Partei. Viele Gründungsmitglieder verließen daraufhin die Partei und die KSČ verlor die meisten ihrer Wähler.
- Tschechoslowakische national-soziale Partei

Die ČSNS wurde 1926 offiziell zur Tschechoslowakischen Sozialistischen Partei. Die Mitte-links-Partei befürwortete einen sogenannten „tschechoslowakischen Sozialismus“. Die Spitze der Partei war Václav Klofáč. Zusätzlich gab es in der Partei sehr populäre Mitglieder wie Edvard Beneš oder Milada Horáková. Der Atheist Beneš wurde 1935, auf Empfehlung Masaryks, ins Amt des Staatspräsidenten gewählt.
- Tschechoslowakische Volkspartei

Die ČSL war eine vor allem in Mähren und Schlesien verankerte christlich-soziale Partei, die katholisch-konservativ war und 1918 gegründet wurde. Die Partei trat für eine starke gesellschaftliche Rolle der Römisch-Katholischen Kirche ein und war eine starke Gegnerin der Tschechoslowakischen Hussitenkirche. Seit 1922 wurde sie vom katholischen Priester Jan Šrámek geleitet.
- Tschechoslowakische Nationaldemokratische Partei

Die ČSND wurde nach dem Ersten Weltkrieg gegründet, sie sympathisierte mit den Jungtschechen und mit anderen rechten und zentristischen Parteien. Ideologisch war sie nationalistisch und wirtschaftsliberal ausgerichtet. Sie wurde von Karel Kramář und später Alois Rasin geleitet.

#### Slowakische Parteien
- Slowakische Volkspartei Hlinkas
- Slowakische Nationalpartei

#### Deutsche Parteien
- Deutsche sozialdemokratische Arbeiterpartei in der Tschechoslowakischen Republik

Die DSAP (Sozialdemokratische Deutsche Arbeiter), die in den ersten Parlamentswahlen fast 590.000 Stimmen erhielt, auf die mehr als 43,5 % in Deutschland und 11,1 % der Stimmen aller tschechoslowakischen Stimmen und 31 Sitze entfielen. Die Partei wurde drittstärkster Mitspieler im ganzen Land. Obwohl diese Partei weiterhin eine negative Haltung gegenüber dem tschechoslowakischen Staat mit seinem Minderheitenkonzept zwecks Vermeidung einer Verfassungskrise einnahm, ermöglichte sie die Bildung der ersten Regierung. Wie die tschechischen Sozialdemokraten litt sie an einer Spaltung der Partei und daran, das Rennen um die Parteiführung zu verlieren. Bei den zweiten Parlamentswahlen von 1925 erreichte sie nur ein Wahlergebnis von 6 % bzw. 17 Sitzen.
- Bund der Landwirte

Die BDL war eine wichtige Aktivistin der deutschen Landwirte in der Tschechoslowakei. Sie war Teil der tschechoslowakischen Regierung in mehreren Koalitionen. Der wichtigste Vertreter war Franz Spina. Die Partei verschwand durch den Anschluss an die Sudetendeutschen Partei im März 1938.
- Deutsche Christlich-Soziale Volkspartei

Die DCV war eine andere deutsche Partei in der Ersten Republik. Sie war eine katholisch dominierte Partei und auch Teil der tschechoslowakischen Regierung in mehreren Koalitionen. Der wichtigste Vertreter war Robert Mayr-Harting. Sie wurde unter dem Druck von der SdP 1938 aufgelöst.
- Sudetendeutsche Partei

Die SdP war ein weit rechts-nationalistische Partei die im Oktober 1933 unter Konrad Heinlein entstand. In Wahlen im Jahre 1935 erhielt sie den größten Anteil der Stimmen aller Kandidaten der Parteien. In den Jahren 1937/38 entstand in der Partei ein starker Nationalismus. Auf Weisung Hitlers verursachte sie die Sudetenkrise und später das Münchner Abkommen.

#### Jüdische Parteien
- Verband der jüdischen Bauern in der Karpatenukraine

Der Verband der jüdischen Bauern in der Karpatenukraine war eine der jüdisch dominierten Interessenorganisationen und politischen Parteien in der Karpatenukraine. Sie vertrat vor allem jüdische Agrarier im Landesteil.
- Jüdische wirtschaftliche Partei

Die Jüdische wirtschaftliche Partei war eine konservative politische Partei, die sich für eine gleichmäßige Verteilung der Wirtschaft in der Ersten Republik einsetzte und vor allem in der Slowakei und der Karpatenukraine aktiv war. Sie holte in den Parlamentswahlen von 1925 einen Sitz.
- Jüdische Zivilpartei der Karpatenukraine

Die Jüdischen Zivilpartei war eine in der Karpatenukraine aktive Partei, die sich für die Zivilbevölkerung des Landesteils einsetzte und die Ideologie des Zionismus anstrebte.
- Jüdische Republikanische Partei

Die Jüdischen Republikanischen Partei war eine rechts konservativ orientierte Partei in der Karpatenukraine, die in den Provinzwahlen im Jahr 1928 und 1935 ein Parteienbündnis mit dem Verband der jüdischen Bauern in der Karpatenukraine schloss.
- Jüdische Konservative Partei

Die jüdische Konservative Partei war eine Partei in der Karpatenukraine. Sie verfolgte ideologisch die ultraorthodoxe Bewegung und bekämpfte Zionismus und Säkularismus.
- Jüdische Volkspartei (Karpatenukraine)

Die jüdische Volkspartei war eine jüdische politische Partei zionistischer Orientierung in der Karpatenukraine. In den Provinzwahlen von 1924 erzielte sie einen Wahlerfolg bei der ukrainischen Bevölkerung.
- Jüdische Partei der Tschechoslowakei

Sie wurde 1919 vom Jüdischen Nationalrat der Tschechoslowakei (Národní rada židovská) in Prag gegründet. Es war die stärkste jüdische politische Partei in der Ersten Republik. In der Partei waren tschechoslowakische, ukrainische, deutsche, ungarische und polnische Juden des Landes vertreten. Die Partei hatte ein zionistisches politisches Programm und es gelang ihr bei der Beeinflussung der Verfassung soweit mitzuwirken, dass die Juden offiziell als gleichberechtigte Bürger angesehen und als nationale Minderheit bestätigt wurden.
Mit einem Wahlbündnis mit Parteien der polnischen Minderheit wurden zwei Kandidaten (Julius Reisz und Ludvík Singer) ins Parlament aufgenommen. Nach dem Tod Singers folgte ihm Angelo Goldstein in den Parlamentswahlen von 1929. Neben Goldstein kam noch als dritter Vertreter der Partei Chaim Kugel ins Parlament. In den Wahlen von 1935 triumphierte die Partei und erhielt 370.000 jüdische Stimmen.

#### Ungarische Parteien
- Ungarische-SPD

Die ungarische-SPD war eine sozialdemokratische Partei in der Slowakei. Sie wurde 1919 von Sozialdemokraten ethnischer Minderheiten gegründet. Die Partei hatte eine deutsche und eine ungarische Vertretung. In den Parlamentswahlen von 1920 errang die Partei vier Sitze.
Die Führer der Partei waren Sam Mayer, Gyula Nagy (zwischen 1919 und 1922), Géza Borovszky (ab 1922) und Jószef Földessy. Am 1. Januar 1927 wurde die Partei aufgelöst.
- Ungarische Nationalpartei

Die MNP wurde im Februar 1920 in Komárno als Partei der Kleinbauern gegründet. Am 21. Juni 1936 fusionierte die Partei mit der Christlich-sozialen Partei, einer weiteren großen ungarischen Partei. Das Hauptziel der Partei war zunächst, eine Autonomie für die ungarischen Teile der Slowakei zu erhalten. Diese Haltung änderte sich später, und die Partei sprach sich für eine Revision des Vertrags von Trianon aus. Im Bereich der Wirtschaft befürwortete die Partei den freien Markt und die staatliche Unterstützung von Kleinbauern, Bauern wurden durch sie gefördert.
- Christlich-Soziale Partei

Die OKSZP war die wichtigste politische Partei der ethnischen Minderheit der Magyaren in der Ersten Republik. Sie wurde durch eine Fusion der katholischen Verbände aus Bratislava und Košice am 23. November 1919 in Košice gegründet. Der erste Parteitag fand im März 1920 in Bratislava statt. Die beiden Hauptziele waren einerseits die Umsetzung der slowakischen Autonomie und die Verteidigung der christlichen Ideologie gegen den Kommunismus. Die erste Parteiführung war Lajos Körmendy-Ékes, ein Großgrundbesitzer aus Košice. In den Parlamentswahlen 1925 erhielt die Partei 17.285 Stimmen, nicht genug für einen Parlamentssitz. Am 21. Juni 1936 fusionierte die Partei mit der ungarischen Nationalpartei.

#### Polnische Parteien
- Polnische Volkspartei

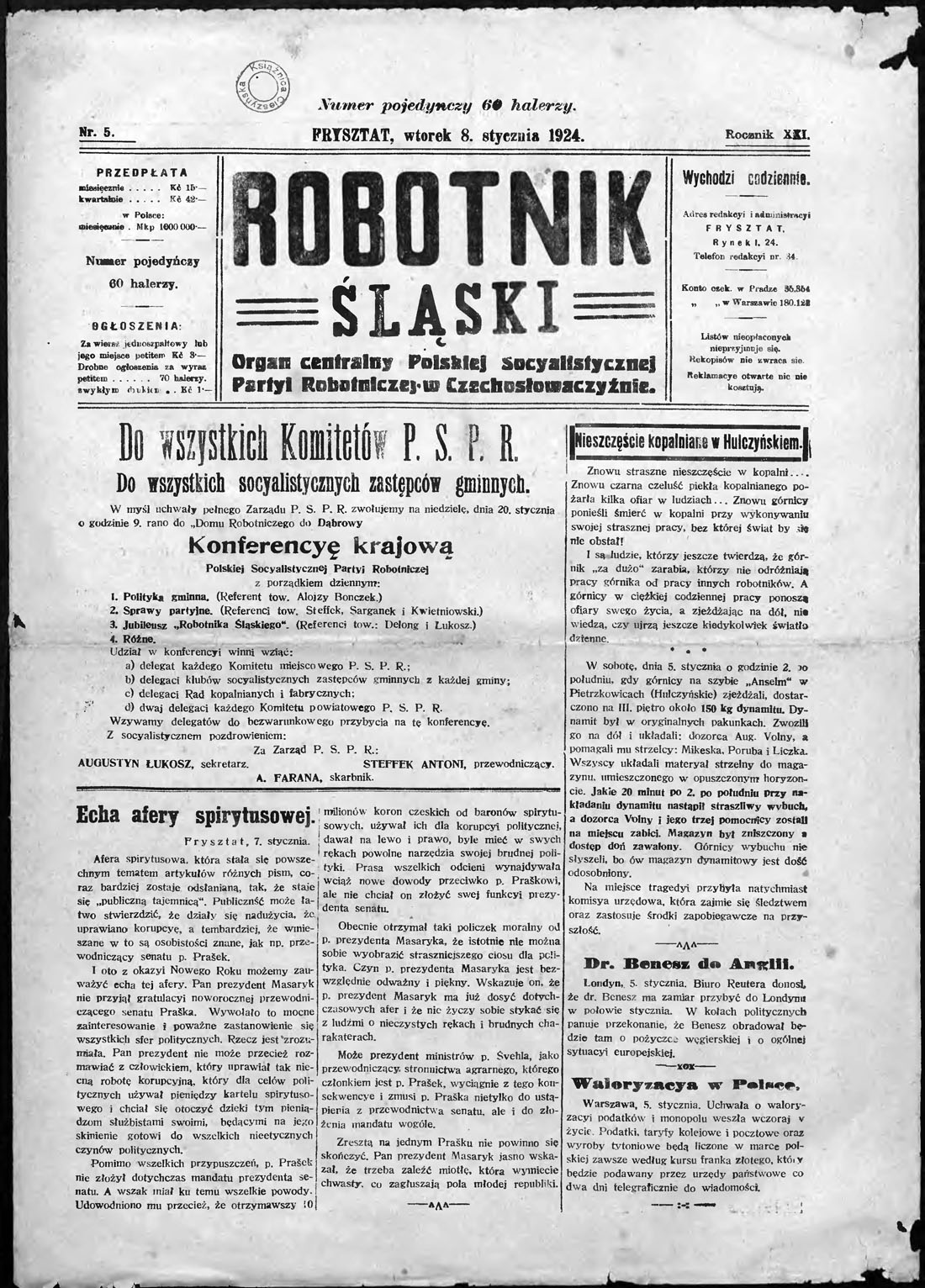
Titelseite der Robotnik Śląski (Schlesischer Arbeiter) am 8. Januar 1924

Die PSL wurde im Herbst 1922, auf der Basis der polnischen Mittelklasse, gegründet. Der Vorsitzende der Partei war der Arzt Jan Buzek. Andere prominente Parteiaktivisten waren der Pfarrer Józef Berger und der Journalist Jarosław Waleczko. Bei den Parlamentswahlen von 1929 wurde Buzek zum Mitglied des Parlaments gewählt. Er schloss sich der Tschechoslowakischen Sozialdemokratischen Fraktion an. Die Partei veröffentlichte die Wochenzeitung Cieszyn Czeski und Prawo ludu.
- Polnische Sozialistische Arbeiterpartei

Die PSPR wurde im Februar 1921 auf der Basis polnischer Arbeiter gegründet. Die Partei war aktiv in Gewerkschaftskämpfe verwickelt. Der Vorsitzende der Partei war Emanuel Chobot. Weitere prominente Mitglieder der Partei waren Antoni Steffek und Wiktor Sembol. Die Partei arbeitete eng mit der Tschechoslowakischen Sozialdemokratischen Partei zusammen und erhielt von ihr Finanzhilfe. Die Partei veröffentlichte nebenbei die Zeitung Robotnik Śląski. Im September 1921 spaltete sich die stalinistische Hälfte ab und trat der KSČ bei. In den Parlamentswahlen von 1929 und 1935 triumphierte die Partei mit ihrem Wahlblock und dem Bündnis mit größeren Parteien bei der polnischen Minderheit. Die Partei war zwischen 1923 und 1938 Mitglied der Sozialistischen Arbeiter-Internationale.

#### Ruthenische Parteien
- Autonome Agrar Union

Die АЗС war eine politische Partei in der Tschechoslowakei, die für die Autonomie der Karpatenukraine kämpfte. Die Partei wurde als Karpatenbauernpartei und veröffentlichte Russkij vestnik. Die Partei wurde im tschechoslowakischen Parlament durch Ivan Kurtyak vertreten. Die Partei war eine der prominenten ruthenischen Parteien in der Tschechoslowakei und schwankte zwischen ungarischen und tschechoslowakischen Parteien. In den Parlamentswahlen von 1935 verlor die Partei ihren Sitz.
- Karpato-russische Partei der Arbeiter und  Kleinbauern

Die Partei wurde 1919 gegründet und hatte eine „Groß-russische“ Ausrichtung. Die Partei wurde unter der Leitung von Andrey Gagatko 1924 ins Parlament gewählt. Die Partei hatte in den Wahlen 1924, 1925 und 1935 ein Wahlbündnis mit den tschechoslowakischen Sozialisten. Die Partei befürwortet die Trennung von Kirche und Staat.
- Russische Nationalautonome Partei

Die Russische Nationalautonome Partei wurde von Stepan Fencik gegründet. In den Parlamentswahlen von 1935 wurde Fencik ins Parlament gewählt. Die Partei veröffentlicht Nash Put („Unser Weg“). Die Partei kämpfte für die Autonomie der Karpatenukraine. Politisch zeigte sie sich antisemitisch und ganz rechts. In den programmatischen Erklärungen forderte sie die Anerkennung der russischen nationalen Minderheit.
- Ruthenische Bauernpartei

Ruthenische Bauernpartei wurde 1920 gegründet. Die prominenteste Persönlichkeit in der Partei war Awgustyn Woloschyn. Die Partei veröffentlichte die Wochenzeitung Svoboda. Im Jahr 1923 änderte die Partei ihren Namen in Christliche Volkspartei (Christijansko-narodna partija). Im Jahr 1924 fusionierte die Partei mit der Tschechoslowakischen Volkspartei.

### Verfassung der Ersten Tschechoslowakischen Republik von 1920

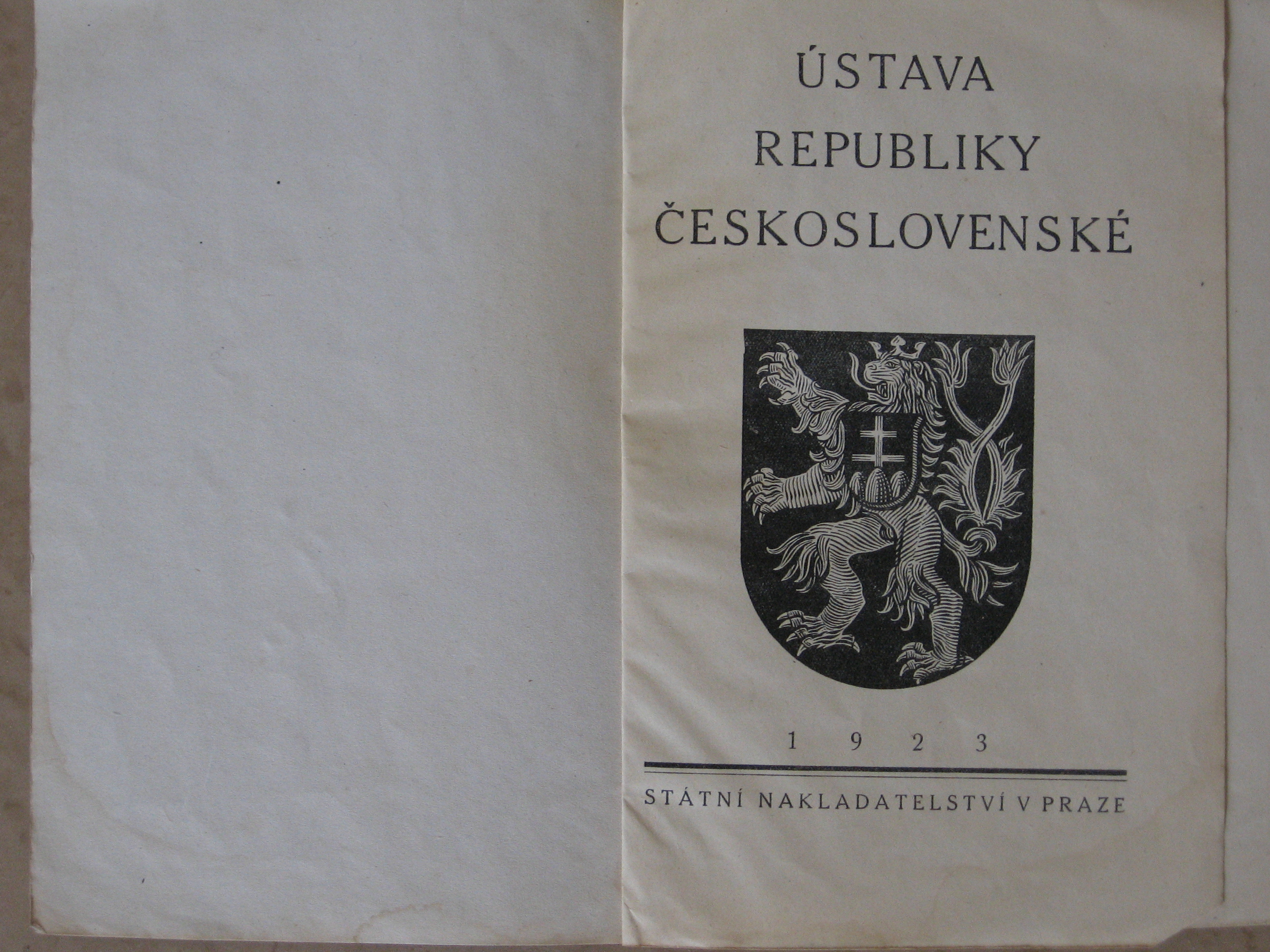
Titelseite der Buchausgabe der Verfassung der Ersten Republik

Nachdem die von den Verträgen bestimmte tschechoslowakische Verfassung von 1918 Ende 1919 außer Kraft gesetzt wurde, etablierte sich der Staat als Republik und Demokratie mit der Verkündung der Verfassung von 1920. Diese Verfassung wurde von der Nationalversammlung am 29. Februar 1920 verabschiedet und ersetzte so die vorläufige Verfassung vom 13. November 1918.
Die Verfassung wurde nach den Verfassungen der westlichen Vorbilder etabliert. Zu den bemerkenswertesten Einflüssen zählten die des Vereinigten Königreichs, der USA und Frankreichs. Das Regierungssystem der eingeführten Verfassung machte aus der Ersten Republik die am meisten westlich orientierte Demokratie aller zentralen und osteuropäischen Staaten in der Zwischenkriegszeit.
Die Verfassung sah nicht nur ein Parlament, sondern auch einen frei gewählten Präsidenten und dessen Kabinett und eine unabhängige Justiz vor.

### Staatsform
Die Erste Republik wurde in beiden Verfassungen von 1918 und 1920 als Republik proklamiert, die eine republikanische Demokratie sein sollte. Im Gegensatz zu Polen hatte sich der junge Staat den Ruf einer republikanischen Demokratie bewahrt und fiel bis 1939 keiner Diktatur zum Opfer.

### Offizielle Bezeichnung der Republik
Ihre amtliche Staatsbezeichnung war von 1918 bis 1938 Tschechoslowakische Republik (ČSR, anfangs RČS); bis 1920 existierte die Kurzform Tschecho-Slowakei, doch mit dem Landesnamen war die Karpatenukraine unzufrieden, und deren Vertretung setzte sich bis 1920 für einen angemessenen Namen ein, mit der amtlichen Bezeichnung Tschechoslowakische Republik jedoch war letztendlich auch die Karpatenukraine zufrieden.

### Regierung
- erster tschechoslowakischer Staatspräsident Tomáš Garrigue Masaryk (14. November 1918 – 14. Dezember 1935)
- erster Ministerpräsident Karel Kramář (bis 7. Juli 1919)
- Finanzminister Alois Rašín (wurde am 18. Februar 1923 ermordet)
- Außenminister Edvard Beneš
- Kriegsminister Milan Rastislav Štefánik († 4. Mai 1919)
- zweiter tschechoslowakischer Präsident Edvard Beneš (1935 gewählt)

## Staatssymbole

### Flagge
Es wurde in der Republik lange überlegt, welche Flagge der neue Staat haben solle. Seit 1918 wurden vorläufig verschiedene Formen der traditionellen weiß-roten böhmischen Flagge verwendet. 1918 wurde sie zur Flagge der Tschechoslowakei erklärt. Das wiedergegründete Polen führte aber fast die gleiche Flagge. Nur durch das Seitenverhältnis von 5:8 statt 2:3 konnte man beide Flaggen unterscheiden. Zwei Jahre später, am 30. März 1920, wurde am linken Rand der Flagge ein blaues gleichschenkliges Dreieck für die Slowakei eingefügt. Das Blau entstammt der slowakischen Flagge. Nach anderen Quellen ist die blaue Farbe dem Wappen Mährens entnommen. Die Flagge blieb trotz des Untergangs der Ersten Republik erhalten.

### Wappen

Offizielles Wappen der Ersten Republik

Nach der Auflösung Österreich-Ungarns und nach Provisorien in den ersten zwei Jahren der Republik wurden in der Verfassung vom 29. Februar 1920 drei Wappen konstruiert, wobei das Große Wappen das offiziell alleinige Wappen der Ersten Tschechoslowakischen Republik war und erst 1945 durch das Wappen der Dritten Republik ersetzt wurde.
Die Streitigkeiten setzten sich wie bei der Flagge weiterhin fort und waren auch in der Zweiten Republik Thema der autonomen Provinzen.

## Militär

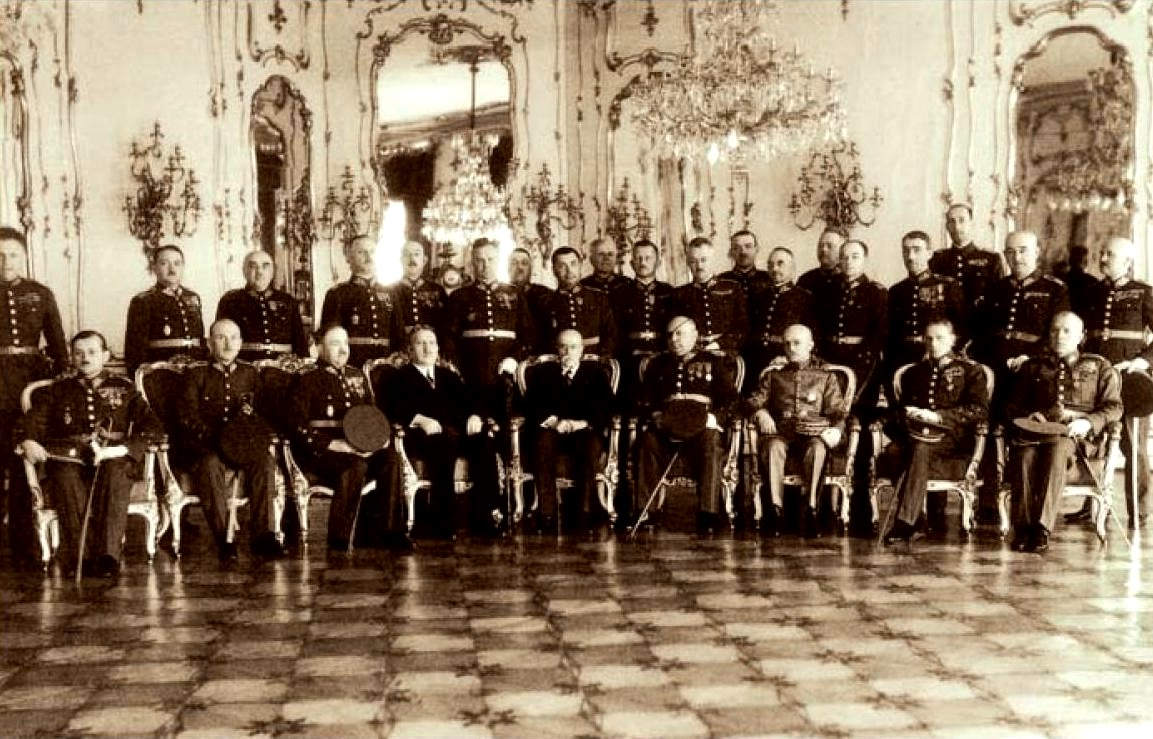
Tschechoslowakische Generäle mit Masaryk 1935

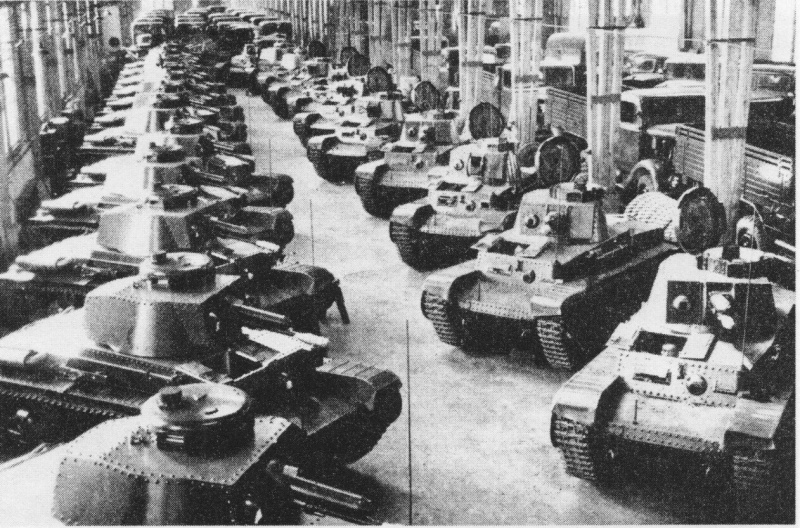
Panzer der Tschechoslowakischen Armee während der Mobilisierung 1938

Die Erste Republik hatte eine Armee, die aus rund 200.000 Soldaten (in 17 Infanteriedivisionen und 4 schnellen Divisionen) und zusätzlich noch 50.000 Reservisten bestand.
Die Einheiten wurden wegen des hohen Budgets gut ausgerüstet und hervorragend ausgebildet. Das Oberkommando war vor allem in Jugoslawien sehr angesehen und schloss so ein Bündnis mit Rumänien und Jugoslawien. Die Verteidigungspläne waren durch den Tschechoslowakischen Wall vorerst gesichert. Der Verteidigungshaushalt war nicht begrenzt, wurde durch die eigene Herstellung von Waffen nicht belastet und erlaubte einen großen Spielraum in anderen militärischen Aspekten. Noch vor dem Münchner Abkommen fand während der Sudetenkrise eine Mobilisation der Tschechoslowakischen Armee statt.
Nach dem Münchner Abkommen hatte Hitler einen Großteil des Walls bekommen und konnte so 1939 den fast wehrlosen tschechoslowakischen Staat problemlos einnehmen.

## Wirtschaft
Die neue Nation hatte eine Bevölkerung von über 14,8 Millionen. 70 bis 80 % der gesamten Industrie des zusammengebrochenen österreichisch-ungarischen Reiches verblieben im neuen Staat, einschließlich der Porzellan- und Glasindustrie und der Zuckerfabriken, mehr als 40 % aller Brennereien und Brauereien, die Rüstungsindustrie, Lokomotiven, Autos und Maschinen, und die chemische Industrie in Nordböhmen. 17 % der ungarischen Industrie, die das Königreich in der Slowakei während des späten 19. Jahrhunderts aufgebaut hatte, fielen auch der Republik zu. Die Tschechoslowakei war der weltweit am zehntmeisten industrialisierte Staat und von 1920 bis 1935 sogar der neuntreichste Staat der Welt.
Die tschechischen Länder wurden dabei weit mehr als die Slowakei industrialisiert. In Böhmen, Mähren und Schlesien waren 39 % der Bevölkerung des Staates in der Industrie und 31 % in der Landwirtschaft beschäftigt. Die meisten Leicht- und Schwerindustrien waren im Sudetenland und wurden meistens von Deutschen oder deren Banken gesteuert. Tschechen machten nur 20 bis 30 % der gesamten Industrie aus. In der Slowakei waren nur 17,1 % der Bevölkerung in der Industrie beschäftigt, dafür aber 60,4 % in der Land- und Forstwirtschaft. Nur 5 % der gesamten Industrie in der Slowakei war in slowakischen Händen. Die gesamte Karpatenukraine war im Wesentlichen ohne Industrie und lebte nur vom Tourismus und vom Holztransport.
In der Landwirtschaft wurde nach der Staatsgründung ein Reformprogramm eingeführt, das die ungleiche Verteilung der Wirtschaft beheben sollte. Die Weltwirtschaftskrise traf von 1929 bis 1933 auch die Tschechoslowakei. Die Zahl der Arbeitslosen belief sich auf etwa eine Million, zusätzlich verzeichnete man einen Rückgang der Industrie um 40,4 %.

### Währung

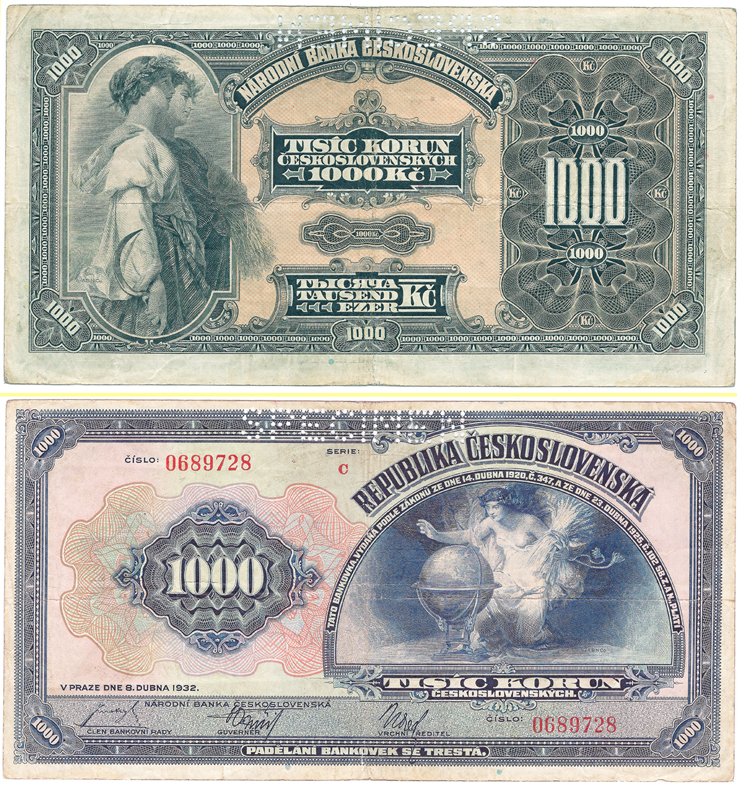
Tausend Tschechoslowakische Kronen 1932

Nach der Entstehung der Tschechoslowakei musste schnell ein neues Währungssystem geschaffen werden, das sich von den inflationsbehafteten Währungen der anderen neu entstandenen Länder unterschied. Vorerst galten jedoch auf dem Territorium des jungen Staates die Banknoten und Münzen der österreichisch-ungarischen Bank noch weiter.
Es fand so eine Währungsreform statt, mit der die Tschechoslowakische Krone geschaffen wurde (Československá koruna, Kč/später Kčs). Die ersten Banknoten kamen noch im gleichen Jahr in Umlauf, 1922 folgten dann die ersten eigenen Münzen, die die bis dahin noch geltenden vormaligen österreichisch-ungarischen unedlen Nominale ablösten. Die alten Gold- und Silberkronen waren seit dem Krieg praktisch schon lange aus dem Umlauf verschwunden.
Die Kronenwährung unterlag im weiteren Verlauf noch mehreren Reformen und Veränderungen. So wurde z. B. die Goldparität durch Gesetz vom 7. November 1929 auf 44,85 mg pro 1 Kč im kommerziellen Handel festgelegt („Goldkernwährung“). In der Zeit von 1923 bis etwa 1929 war die Krone relativ wertstabil, sie schwankte um durchschnittlich 15,36 bis 16,37 Schweizer Franken pro 100 Kronen. Der Wechselkurs gegenüber der Reichsmark betrug 1932 0,85.

### Landwirtschaft
Im Jahr 1929 waren 35 % der Einwohner in der Landwirtschaft tätig. Durch die starke Industrialisierung gab es in der tschechoslowakischen Landwirtschaft einen Rückgang von über 20 %. Außerdem gab es auch mehrere Verstaatlichungswellen von Bauernhöfen und landwirtschaftlichen Betrieben. Die Landwirtschaft war vor allem in der Slowakei und Karpatenukraine dominant.

### Industrie
Die tschechoslowakische Industrie begann schnell, sich zu entwickeln. Modernere Handarbeit, Maschinenbau und neue Technologien ersetzen das alte System Österreich-Ungarns. Einer der wichtigsten Vertreter der Industrie der damaligen Zeit war Tomáš Baťa, der in der Lage war, Arbeit für Tausende von Arbeitern zu schaffen. 1924 erreichte die Industrieproduktion des Staates einen Spitzenwert. Die Textilien-, Glas- und Schuhindustrie waren jeweils die modernsten Industrien der Welt. Zusätzlich war die tschechoslowakische Rüstungsindustrie gut entwickelt. Zusammen mit dem Abschluss der Elektrifizierung der Tschechoslowakei boomte auch die elektrische Energieversorgung. Im Jahr 1928 gab es in der Tschechoslowakei nur 38.000 Arbeitslose, die nicht mal 1 % der arbeitenden Bevölkerung ausmachten. In der Industrieproduktion war die Erste Republik auf dem zehnten Platz der Welt.

### Tourismus

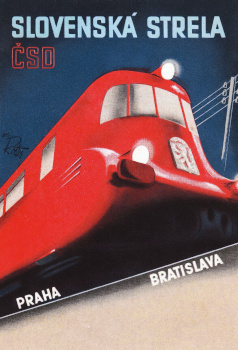
Werbeplakat der ČSD für die Strecke Prag–Bratislava

Die Erste Tschechoslowakische Republik gehörte zwischen den 1920er Jahren und 1930 zu einem beliebten Reiseziel. Viele Touristen verbrachten ihren Urlaub in Prag. Das meistbesuchte historische Land war Böhmen, dank der Hauptstadt Prag. Die vielen Wahrzeichen Prags, wie die Prager Burg oder der Altstädter Ring, waren ebenfalls beliebte Ziele von zahlreichen Touristen. Durch die jährlich bis zu acht Millionen Touristen machte das Land allein ca. 900 Millionen Kronen Umsatz.

### Infrastruktur

Die zwei 1935 vorgeschlagenen Haupt-West-Ost-Verbindungen auf der Straße

Die Infrastruktur, zuvor auf Österreich und Ungarn ausgerichtet, war schlecht miteinander verbunden. So gab es zunächst keine direkte Bahnverbindung von Böhmen in die Karpatenukraine, da diese ehemals zum Königreich Ungarn gehört hatte und nur mit der Slowakei verbunden war. Die neuen Eisenbahnstrecken änderten dies: u. a. wurden zwei Hauptbahnstrecken in die bis dahin isolierte Karpatenukraine geschaffen. Diese verteilten Holz und weitere Rohstoffe aus der Karpatenukraine im ganzen Land und waren über 1.800 km lang.

### Weltwirtschaftskrise

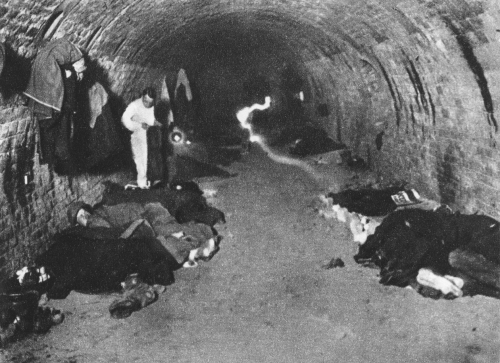
Arbeitslose schlafen in einer Prager Ziegelei während der Weltwirtschaftskrise, ca. 1933

Die unabhängige Tschechoslowakische Republik war wirtschaftlich der mächtigste Nachfolgestaat Österreich-Ungarns. Während die böhmischen Länder vor dem Krieg einen hohen Grad der Industrialisierung erreicht hatten, gab es in der Slowakei und der Karpatenukraine eine deutlich unterentwickelte Wirtschaft. Im Jahr 1924 erreichte die Industrieproduktion wieder Vorkriegsniveau und überschritt dieses 1929 um 41 %.
Als die Weltwirtschaftskrise 1931 auch die Tschechoslowakei traf, schrumpfte die Wirtschaft stark und viele Unternehmen gingen in Konkurs. Zahlreiche Arbeiter und Handwerker wurden arbeitslos, manche Menschen litten unter Unterernährung. Die Krise begann sich 1931 weiter zu verstärken und hatte ihren Höhepunkt in der Tschechoslowakei im Jahre 1933, als es 1,3 Millionen Arbeitslose gab. Aber auch während des Abnehmens der Krise gab es in der Tschechoslowakei bis 1936 keinen erneuten wirtschaftlichen Aufschwung. Erst 1936 kam der Aufschwung, der im Jahr 1937 noch stärker wurde. Die treibende Kraft der Wirtschaft war vor allem die Chemie-, Metall-, Textil- und Papierindustrie, die wieder das Niveau vor der Krise erreichten. Auch die Gesamtwirtschaft, die um 38 % geschrumpft war, wuchs bis 1938 wieder. Kleine Unternehmen, die zuvor in Konkurs gegangen waren, konnten wieder neu aufgebaut werden und wirtschaften.
Die Hauptursache für den nur langsamen Aufbau der Wirtschaft während der Krise waren die verschlechterten Außenbeziehungen, da es von dort keine wirtschaftliche Unterstützung gab.
| Land               | Rückgang |
| ------------------ | -------- |
| Vereinigte Staaten | − 46,8 % |
| Polen              | − 46,6 % |
| Kanada             | − 42,4 % |
| Deutsches Reich    | − 41,8 % |
| Tschechoslowakei   | − 40,4 % |
| Niederlande        | − 37,4 % |
| Italien            | − 33,0 % |
| Frankreich         | − 31,3 % |
| Belgien            | − 30,6 % |
| Argentinien        | − 17,0 % |
| Dänemark           | − 16,5 % |
| Großbritannien     | − 16,2 % |
| Schweden           | − 10,3 % |
| Japan              | − 8,5 %  |
| Brasilien          | − 7,0 %  |

### Schulden
Die Tschechoslowakei blieb wie auch Liechtenstein in der Zwischenkriegszeit schuldenfrei und lieh stattdessen große Summen dem Königreich Jugoslawien und Rumänien. Als die Weltwirtschaftskrise 1931 die Erste Republik schwer traf, war man auf das Verliehene angewiesen, und begann erst Jugoslawien und dann Rumänien unter Druck zu setzen. Als diese ihre Schulden nicht zahlen konnten, errichtete die Tschechoslowakei eine Handelsschranke und reduzierte stark den Export. Daraufhin verschlechterten sich die außenpolitischen Beziehungen und der erhoffte Eingriff der einstigen Verbündeten blieb im Ersten Wiener Schiedsspruch aus.

## Nachwirkungen und Ehrungen

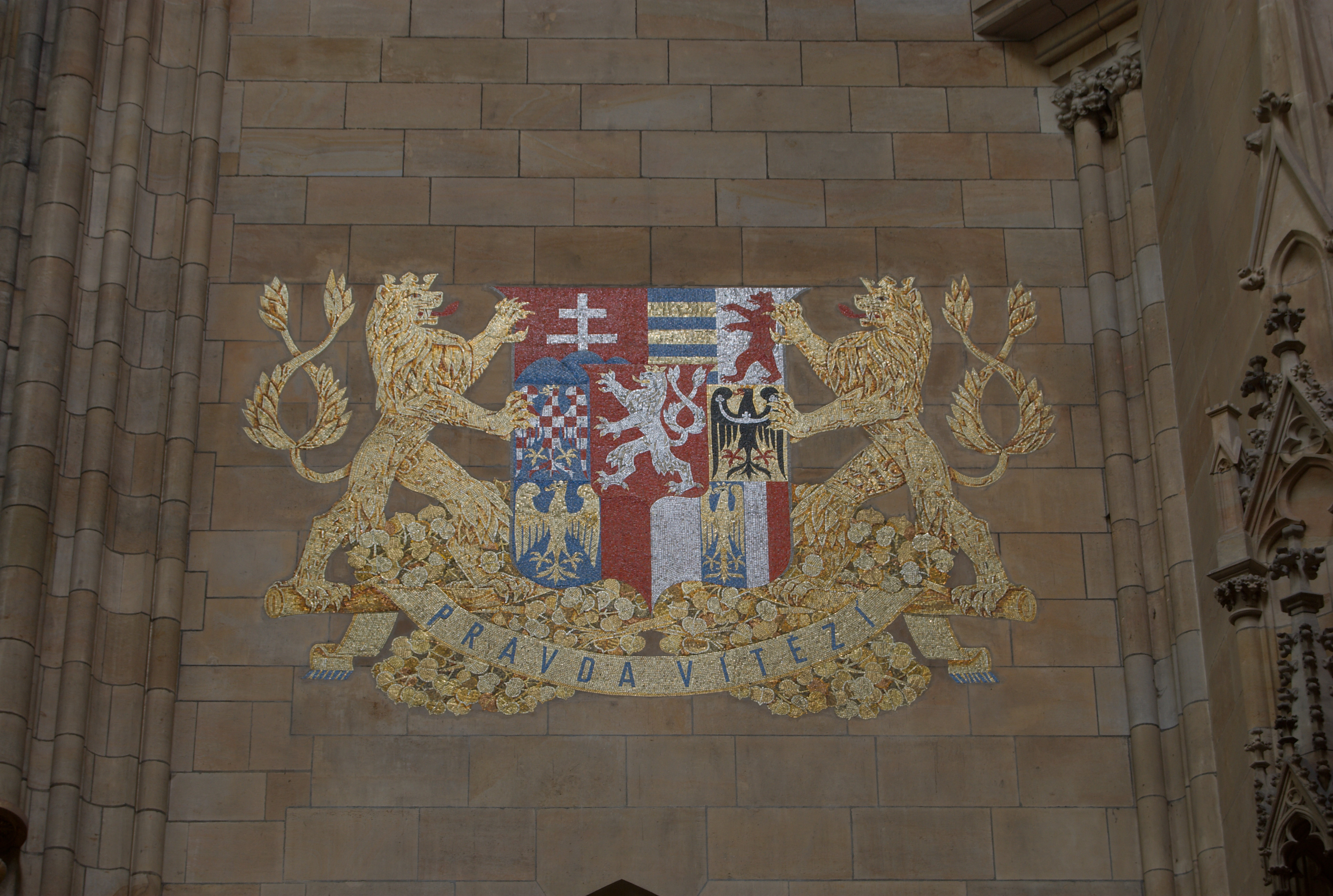
Das Große Wappen der Tschechoslowakei im Veitsdom führt zwischen den ehemaligen drei Landesteilen der Ersten Republik immer noch zu Kontroversen.

In den ersten Jahren nach dem Ende der Tschechoslowakei sahen die Nachfolgestaaten ihre gemeinsame Geschichte in der Ersten Tschechoslowakischen Republik vor allem unter dem Aspekt des Wohlstands und der Demokratie. Nach den vier Jahrzehnten kommunistischer Diktatur wurden diese frühen Errungenschaften noch positiver bewertet. Dazu gehörten das große gemeinsame Wirtschaftsgebiet, die Personenfreizügigkeit, die staatsbürgerlichen Rechte und die starke Demokratie, in der auch das Frauenwahlrecht eingeführt wurde. Die schon in den 1920ern erbauten Eisenbahnnetze werden weiter benutzt, so besteht bis heute die Eisenbahnverbindung zwischen Tschechien, der Slowakei und der Karpatenukraine.
Die Erste Republik hinterließ auch ein reiches kulturelles und wissenschaftliches Erbe. Nach der Aufteilung zwischen Tschechien und der Slowakei existiert inzwischen innerhalb der Europäischen Union wieder eine intensivierte Kooperation zwischen den beiden früheren Landesteilen.
Nach 1948 bestanden in der Karpatenukraine einige nationalistische Vereine und Parteien, die eine Wiederangliederung der Karpatenukraine an die Tschechoslowakei forderten.

### Nach 1945

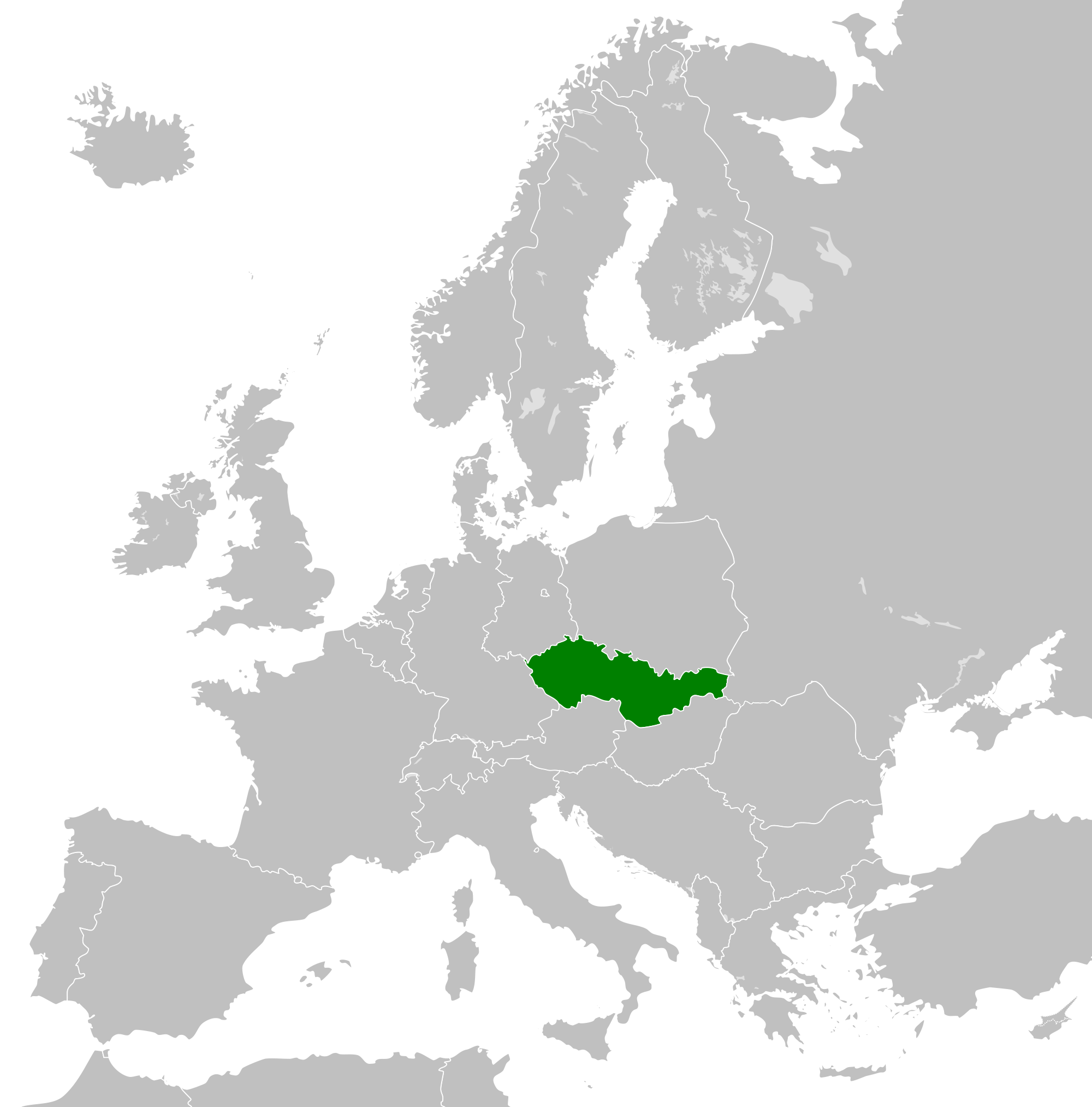
Ein Teil der Restauration war der Wiedergewinn der Karpatenukraine (1945–1948)

Nach der Befreiung und der Wiedergründung der Demokratie in der Form der Dritten Tschechoslowakischen Republik betrieb der aus dem Exil zurückgekehrte Staatspräsident Edvard Beneš zusammen mit dem damaligen Außenminister Jan Masaryk eine Revisonspolitik, mit dem Ziel die Demokratie und Wirtschaft so wie in der Ersten Republik wiederherzustellen. Diese Schritte wurden jedoch teilweise durch die Sowjetunion und die Kommunistische Partei der Tschechoslowakei (KSČ) behindert und vom populären Motto „Brücke zwischen Ost und West“ überschattet. Nach dem Februarumsturz wurde die Tschechoslowakei zu einem Satellitenstaat der Sowjetunion.

## Bildung
Die Erste Tschechoslowakische Republik baute ihr Hochschulwesen schnell aus. So kamen zu den bereits existierenden Universitäten in den Großstädten auch neue Universitäten hinzu, und es wurde 1919 ein Rahmengesetz für die Hochschulen erlassen. 1921 war ein Viertel der Bevölkerung Analphabeten, wobei sich die Verteilung sehr stark unterschied: Im zuvor ungarischen Osten, also der Karpatenukraine, waren dies ca. 60–65 %, im tschechischen Teil Böhmens lediglich 0,75 %. In der Slowakei wurde zusätzlich 1919 die bis dahin nicht bestehende allgemeine Schulpflicht eingeführt, wodurch sich innerhalb von vier Jahren sowohl die Zahl der Lehrer als auch der Schüler um zwei Drittel erhöhte.
Grundschulen waren vor allem in Form von Grund- und Mittelschulen vertreten. Es gab auch Zentralschulen, dann Gymnasium in der klassischen (altsprachlichen) Form oder als Realgymnasium. Weitere Schulen waren: Wirtschafts-, Landwirtschafts- und Industrieschulen.
Neben mittleren und höheren Schulen waren vielfältig höhere berufsbildende Schulen und Hochschulen vertreten. Es gab eine Staatsschule für Angewandte Kunst in Prag, staatliche Konservatorien und Pädagogische Akademien jeweils in Prag (in Tschechisch und Deutsch), Brno und Bratislava, und eine Hochschule für Sozialwesen in Prag. Das Staatsarchiv wurde in einigen Prager Schulen und in staatlichen Schulbibliotheken in Prag aufbewahrt.

### In der Karpatenukraine
In der Karpatenukraine waren ca. 60–65 % der Bevölkerung Analphabeten und es existierten nur ca. 250 Schulen. Mit der Angliederung an die Tschechoslowakei änderte sich dies. Mehr noch als in der Slowakei wurde dort das Schulwesen ausgebaut und das Bildungsniveau verbesserte sich.

### In der Slowakei
In der Slowakei unterschied sich der Bildungsstand in extremer Weise nach der ethnischen Zugehörigkeit. Am höchsten war er bei den Magyaren, denen ein in österreichischer Zeit ausgebautes Schulsystem der römisch-katholischen Kirche zur Verfügung stand. Die Slowaken waren dagegen zu 35 % Analphabeten und bildeten das Schlusslicht.

### In den böhmischen Ländern (heutiges Tschechien)
Die Länder Böhmen, Mähren und Schlesien hatten 1918 bereits ein gut ausgebautes Schulsystem. Über 90 % der Kinder besuchten eine staatliche oder Grundschule. Die Analphabetenquote lag unter 0,75 %. Nach dem Krieg wurde vor allem die Mittelschulbildung (Realschulen und Gymnasien) für die Tschechen verbessert, zum einen in dem vorher deutschsprachige Schulen in einigen Teilen des Landes zur tschechischen Unterrichtssprache übergingen, zum anderen gab es auch zahlreiche Neugründungen, die oft vom Staat getragen wurden.

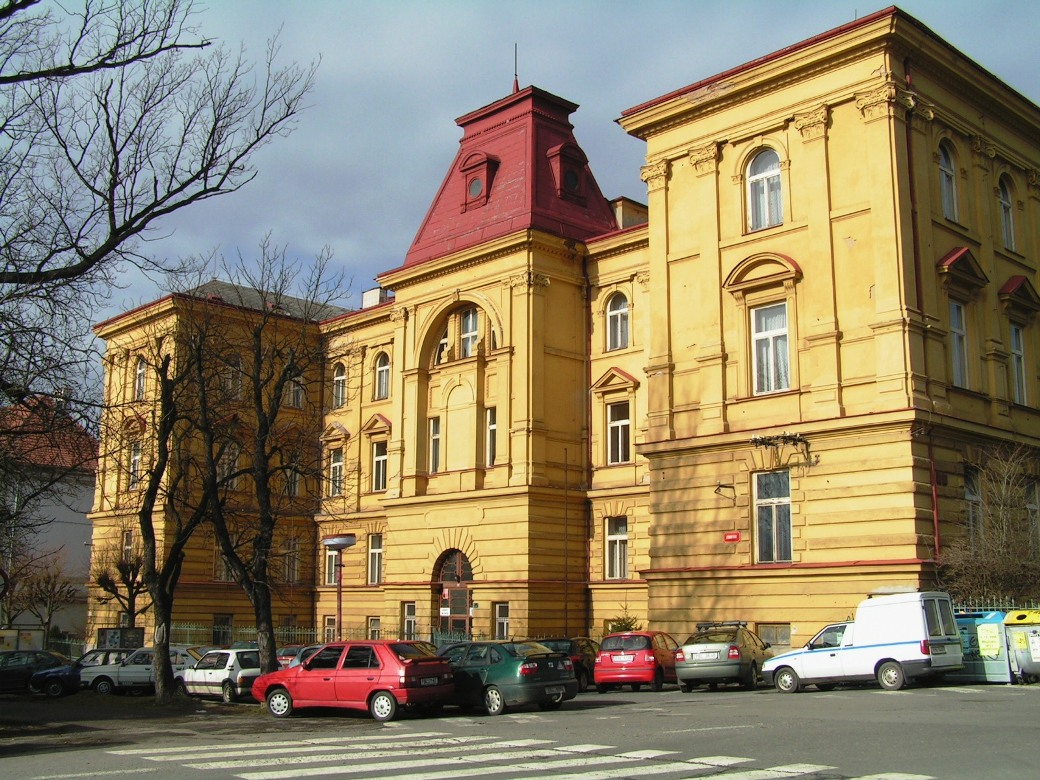
Die Technische Universität Příbram

### Hochschulen
- Karls-Universität in Prag
- Masaryk-Universität in Brünn
- Comenius-Universität in Bratislava
- Deutsche Universität in Prag
- Ukrainische Freie Universität in Prag
- Veterinärmedizinische Universität in Brno
- Theologische Fakultät in Olomouc
- Evangelisch-Theologische Fakultät Jan Hus in Prag
- Evangelisch-Theologische Akademie in Bratislava
- Tschechische Technische Universität in Prag
- Tschechische Technische Universität in Brno
- Deutsche Technische Universität in Prag
- Deutsche Technische Universität in Brünn
- Universität für Landwirtschaft in Brünn
- Technische Universität Příbram
- Akademie der Bildenden Künste in Prag

### Schulfinanzierung
Dem tschechoslowakischen Staat fehlte es weder an finanziellen Mitteln noch am politischen Willen, um das Bildungswesen auszubauen; den Bildungsstand der früheren Österreichisch-Ungarischen Monarchie wollte vor allem Tomáš Garrigue Masaryk verbessern. Auch an einer Förderung der Ukrainer war man interessiert. Dies wiederum lehnte sich an die neuen tschechoslowakischen Schulen an, weil man die Ukrainer als gleichberechtigte Bürger ansah und nicht erneuter Benachteiligung wie vor 1919 aussetzen wollte.
Fortschritte gab es in der Zwischenkriegszeit vor allem in der Slowakei. In Böhmen wiederum förderte der tschechoslowakische Staat säkulare Schulen, um die Vorherrschaft der tschechoslowakischen Demokratie im Bildungswesen zu sichern. 1935 betrug das staatliche Budget für Bildung der insgesamt ca. 3 Mio. Kinder 1,5 Milliarden Tschechoslowakische Kronen.

## Kulturelle Blütezeit in der Ersten Republik
Seit der Nationalen Geburt 1918 wuchs die Kultur und der Nationalismus der jungen Republik auf ungeahnte Höhen und wirkte sich dabei auf die Weltliteratur sowie Kunst und das Theater aus. Der sogenannte Tschechoslowakismus, der das System zusammenhielt und die Grundlage schaffte, bestand bis 1938 ununterbrochen weiter und wird bis heute positiv wahrgenommen.

### Sport

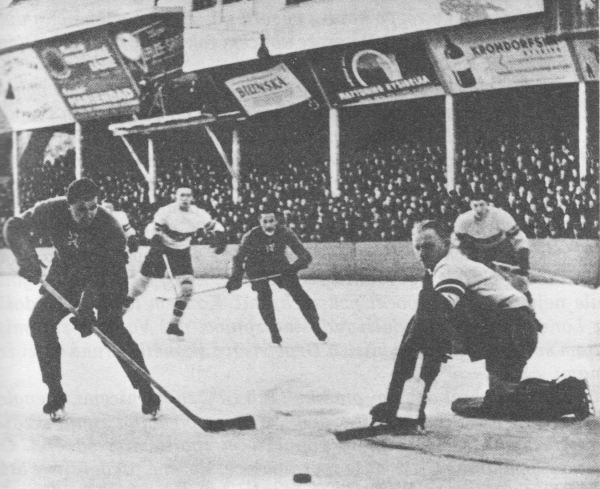
Eishockeyspiel zwischen der ČSR und Deutschland während der Eishockey-Weltmeisterschaft 1938

Die Tschechoslowakische Fußballnationalmannschaft war mit vier Auftritten bei der Fußball-Weltmeisterschaft 1934 sehr angesehen und belegte den zweiten Platz.
An den Olympischen Sommerspielen 1936 in Berlin nahm die Tschechoslowakei mit 163 Teilnehmern teil. Sie gewann drei Gold- und fünf Silbermedaillen.
Die 12. Eishockey-Weltmeisterschaft und 23. Eishockey-Europameisterschaft fand vom 11. bis 20. Februar 1938 in Prag statt. Der Austragungsmodus wurde im Vergleich zum Vorjahr erneut verändert. 14 Mannschaften nahmen an dieser WM teil. Dabei belegte die Eishockey-Mannschaft der ČSR den dritten Platz und holte Bronze.

### Tschechoslowakismus
Nach der Entstehung der ČSR wurde der Tschechoslowakismus zur Staatsdoktrin, die 1920 in der Verfassung verankert wurde.
Ohne den Tschechoslowakismus hätte es in der ČSR keine in diesem Maße überwiegende Staatsnation gegeben. Für die Slowaken schuf das Zusammengehen mit den Tschechen gewissermaßen Raum für die Emanzipation als eigenständiges Volk, das noch vor dem Krieg von völliger Magyarisierung bedroht gewesen war. Während die Anerkennung des Tschechoslowakismus unter Tschechen selbstverständlich war, bewahrte sich die Mehrheit der Slowaken im Bewusstsein der slowakischen Selbstständigkeitsbestrebungen, die bis in die erste Hälfte des 19. Jahrhunderts zurückreichten, eine Sichtweise auf die Slowakei als eigenständige Entität. Zudem wurden die tschechisch-slowakischen Verträge, über die der Weg zur Staatsgründung bereitet wurde, von slowakischen Autonomisten, vor allem aus der Hlinka-Partei, zur Unterminierung des Tschechoslowakismus benutzt – laut Pittsburgher Abkommen sollte der Slowakei Autonomie eingeräumt werden. Der tschechisch-slowakische Staat mit seiner offiziell tschechoslowakistischen Doktrin verursachte demnach in der Slowakei Abneigung gegen ebendiese Doktrin. Obwohl mit dem Tschechoslowakismus einige Probleme auftauchten, überstand das demokratische Ideal die Sudetenkrise, nach der Münchner Konferenz ging der Tschechoslowakismus in der gekränkten Bevölkerung verloren.